# Llista d'asteroides (4001-5000)
Llista d'asteroides del 4.001 al 5.000, amb data de descoberta i descobridor. És un fragment de la llista d'asteroides completa. Als asteroides se'ls dona un número quan es confirma la seva òrbita, per tant apareixen llistats aproximadament segons la data de descobriment.
Contingut: 4001... 4101... 4201... 4301... 4401... 4501... 4601... 4701... 4801... 4901... 

| Nom                      | Designació provisional | Data de descobriment    | Descobridor/s                                          |
| 4001-4100                | 4001-4100              | 4001-4100               | 4001-4100                                              |
| ------------------------ | ---------------------- | ----------------------- | ------------------------------------------------------ |
| (4001) Ptolemaeus        | 1949 PV                | 2 d'agost del 1949      | K. Reinmuth                                            |
| (4002) Shinagawa         | 1950 JB                | 14 de maig del 1950     | K. Reinmuth                                            |
| (4003) Schumann          | 1964 ED                | 8 de març del 1964      | F. Börngen                                             |
| (4004) Listʹev           | 1971 SN1               | 16 de setembre del 1971 | Crimean Astrophysical Observatory                      |
| (4005) Dyagilev          | 1972 TC2               | 8 d'octubre del 1972    | L. V. Zhuravleva                                       |
| (4006) Sandler           | 1972 YR                | 29 de desembre del 1972 | T. M. Smirnova                                         |
| (4007) Euryalos          | 1973 SR                | 19 de setembre del 1973 | C. J. van Houten, I. van Houten-Groeneveld, T. Gehrels |
| (4008) Corbin            | 1977 BY                | 22 de gener del 1977    | Felix Aguilar Observatory                              |
| (4009) Drobyshevskij     | 1977 EN1               | 13 de març del 1977     | Nikolai Txernikh                                       |
| (4010) Nikolʹskij        | 1977 QJ2               | 21 d'agost del 1977     | N. S. Chernykh                                         |
| (4011) Bakharev          | 1978 SC6               | 28 de setembre del 1978 | N. S. Chernykh                                         |
| (4012) Geballe           | 1978 VK9               | 7 de novembre del 1978  | E. F. Helin, S. J. Bus                                 |
| (4013) Ogiria            | 1979 OM15              | 21 de juliol del 1979   | Nikolai Txernikh                                       |
| (4014) Heizman           | 1979 SG10              | 28 de setembre del 1979 | N. S. Chernykh                                         |
| (4015) Wilson-Harrington | 1979 VA                | 15 de novembre del 1979 | E. F. Helin                                            |
| (4016) Sambre            | 1979 XK                | 15 de desembre del 1979 | H. Debehogne, E. R. Netto                              |
| (4017) Disneya           | 1980 DL5               | 21 de febrer del 1980   | L. G. Karachkina                                       |
| (4018) Bratislava        | 1980 YM                | 30 de desembre del 1980 | A. Mrkos                                               |
| (4019) Klavetter         | 1981 EK14              | 1 de març del 1981      | S. J. Bus                                              |
| (4020) Dominique         | 1981 ET38              | 1 de març del 1981      | S. J. Bus                                              |
| (4021) Dancey            | 1981 QD2               | 30 d'agost del 1981     | E. Bowell                                              |
| (4022) Nonna             | 1981 TL4               | 8 d'octubre del 1981    | L. I. Chernykh                                         |
| (4023) Jarník            | 1981 UN                | 25 d'octubre del 1981   | L. Brožek                                              |
| (4024) Ronan             | 1981 WQ                | 24 de novembre del 1981 | E. Bowell                                              |
| (4025) Ridley            | 1981 WU                | 24 de novembre del 1981 | E. Bowell                                              |
| (4026) Beet              | 1982 BU1               | 30 de gener del 1982    | E. Bowell                                              |
| (4027) Mitton            | 1982 DN                | 21 de febrer del 1982   | E. Bowell                                              |
| (4028) Pancratz          | 1982 DV2               | 18 de febrer del 1982   | L. G. Taff                                             |
| (4029) Bridges           | 1982 KC1               | 24 de maig del 1982     | C. S. Shoemaker                                        |
| (4030) Archenhold        | 1984 EO1               | 2 de març del 1984      | H. Debehogne                                           |
| (4031) Mueller           | 1985 CL                | 12 de febrer del 1985   | C. S. Shoemaker                                        |
| (4032) Chaplygin         | 1985 UT4               | 22 d'octubre del 1985   | L. V. Zhuravleva                                       |
| (4033) Yatsugatake       | 1986 FA                | 16 de març del 1986     | M. Inoue, O. Muramatsu                                 |
| 4034 -                   | 1986 PA                | 2 d'agost del 1986      | E. F. Helin                                            |
| 4035 -                   | 1986 WD                | 22 de novembre del 1986 | K. Suzuki, T. Urata                                    |
| (4036) Whitehouse        | 1987 DW5               | 21 de febrer del 1987   | H. Debehogne                                           |
| (4037) Ikeya             | 1987 EC                | 2 de març del 1987      | K. Suzuki, T. Urata                                    |
| (4038) Kristina          | 1987 QH2               | 21 d'agost del 1987     | E. W. Elst                                             |
| (4039) Souseki           | 1987 SH                | 17 de setembre del 1987 | T. Seki                                                |
| (4040) Purcell           | 1987 SN1               | 21 de setembre del 1987 | E. Bowell                                              |
| (4041) Miyamotoyohko     | 1988 DN1               | 19 de febrer del 1988   | T. Kojima                                              |
| (4042) Okhotsk           | 1989 AT1               | 15 de gener del 1989    | K. Endate, K. Watanabe                                 |
| (4043) Perolof           | 1175 T-3               | 17 d'octubre del 1977   | C. J. van Houten, I. van Houten-Groeneveld, T. Gehrels |
| (4044) Erikhøg           | 5142 T-3               | 16 d'octubre del 1977   | C. J. van Houten, I. van Houten-Groeneveld, T. Gehrels |
| (4045) Lowengrub         | 1953 RG                | 9 de setembre del 1953  | Universitat d'Indiana                                  |
| (4046) Swain             | 1953 TV                | 7 d'octubre del 1953    | Universitat d'Indiana                                  |
| 4047 -                   | 1964 TT2               | 8 d'octubre del 1964    | Purple Mountain Observatory                            |
| (4048) Samwestfall       | 1964 UC                | 30 d'octubre del 1964   | Universitat d'Indiana                                  |
| (4049) Noragalʹ          | 1973 QD2               | 31 d'agost del 1973     | T. M. Smirnova                                         |
| (4050) Mebailey          | 1976 SF                | 20 de setembre del 1976 | C.-I. Lagerkvist, H. Rickman                           |
| (4051) Hatanaka          | 1978 VP                | 1 de novembre del 1978  | K. Tomita                                              |
| (4052) Crovisier         | 1981 DP2               | 28 de febrer del 1981   | S. J. Bus                                              |
| (4053) Cherkasov         | 1981 TQ1               | 2 d'octubre del 1981    | L. V. Zhuravleva                                       |
| (4054) Turnov            | 1983 TL                | 5 d'octubre del 1983    | A. Mrkos                                               |
| (4055) Magellan          | 1985 DO2               | 24 de febrer del 1985   | E. F. Helin                                            |
| (4056) Timwarner         | 1985 FZ1               | 22 de març del 1985     | E. Bowell                                              |
| (4057) Demophon          | 1985 TQ                | 15 d'octubre del 1985   | E. Bowell                                              |
| (4058) Cecilgreen        | 1986 JV                | 4 de maig del 1986      | E. Bowell                                              |
| (4059) Balder            | 1987 SB5               | 29 de setembre del 1987 | P. Jensen                                              |
| (4060) Deipylos          | 1987 YT1               | 17 de desembre del 1987 | E. W. Elst, G. Pizarro                                 |
| (4061) Martelli          | 1988 FF3               | 19 de març del 1988     | W. Ferreri                                             |
| (4062) Schiaparelli      | 1989 BF                | 28 de gener del 1989    | Osservatorio San Vittore                               |
| (4063) Euforbo           | 1989 CG2               | 1 de febrer del 1989    | [[Osservatorio San Vittore                             |
| (4064) Marjorie          | 2126 P-L               | 24 de setembre del 1960 | C. J. van Houten, I. van Houten-Groeneveld, T. Gehrels |
| (4065) Meinel            | 2820 P-L               | 24 de setembre del 1960 | C. J. van Houten, I. van Houten-Groeneveld, T. Gehrels |
| (4066) Haapavesi         | 1940 RG                | 7 de setembre del 1940  | H. Alikoski                                            |
| (4067) Mikhelʹson        | 1966 TP                | 11 d'octubre del 1966   | Nikolai Txernikh                                       |
| (4068) Menestheus        | 1973 SW                | 19 de setembre del 1973 | C. J. van Houten, I. van Houten-Groeneveld, T. Gehrels |
| (4069) Blakee            | 1978 VL7               | 7 de novembre del 1978  | E. F. Helin, S. J. Bus                                 |
| (4070) Rozov             | 1980 RS2               | 8 de setembre del 1980  | L. V. Zhuravleva                                       |
| (4071) Rostovdon         | 1981 RD2               | 7 de setembre del 1981  | L. G. Karachkina                                       |
| (4072) Yayoi             | 1981 UJ4               | 30 d'octubre del 1981   | H. Kosai, K. Hurukawa                                  |
| (4073) Ruianzhongxue     | 1981 UE10              | 23 d'octubre del 1981   | Purple Mountain Observatory                            |
| (4074) Sharkov           | 1981 UN11              | 22 d'octubre del 1981   | Nikolai Txernikh                                       |
| (4075) Sviridov          | 1982 TL1               | 14 d'octubre del 1982   | L. G. Karachkina                                       |
| (4076) Dörffel           | 1982 UF4               | 19 d'octubre del 1982   | F. Börngen                                             |
| (4077) Asuka             | 1982 XV1               | 13 de desembre del 1982 | H. Kosai, K. Hurukawa                                  |
| (4078) Polakis           | 1983 AC                | 9 de gener del 1983     | B. A. Skiff                                            |
| (4079) Britten           | 1983 CS                | 15 de febrer del 1983   | E. Bowell                                              |
| (4080) Galinskij         | 1983 PW                | 4 d'agost del 1983      | L. G. Karachkina                                       |
| (4081) Tippett           | 1983 RC2               | 14 de setembre del 1983 | E. Bowell                                              |
| (4082) Swann             | 1984 SW3               | 27 de setembre del 1984 | C. S. Shoemaker                                        |
| (4083) Jody              | 1985 CV                | 12 de febrer del 1985   | C. S. Shoemaker                                        |
| (4084) Hollis            | 1985 GM                | 14 d'abril del 1985     | E. Bowell                                              |
| (4085) Weir              | 1985 JR                | 13 de maig del 1985     | C. S. Shoemaker                                        |
| (4086) Podaliri          | 1985 VK2               | 9 de novembre del 1985  | L. V. Zhuravleva                                       |
| (4087) Pärt              | 1986 EM1               | 5 de març del 1986      | E. Bowell                                              |
| (4088) Baggesen          | 1986 GG                | 3 d'abril del 1986      | P. Jensen                                              |
| (4089) Galbraith         | 1986 JG                | 2 de maig del 1986      | INAS                                                   |
| (4090) Říšehvězd         | 1986 RH1               | 2 de setembre del 1986  | A. Mrkos                                               |
| (4091) Lowe              | 1986 TL2               | 7 d'octubre del 1986    | E. Bowell                                              |
| (4092) Tyr               | 1986 TJ4               | 8 d'octubre del 1986    | P. Jensen                                              |
| (4093) Bennett           | 1986 VD                | 4 de novembre del 1986  | R. H. McNaught                                         |
| (4094) Aoshima           | 1987 QC                | 26 d'agost del 1987     | M. Kizawa, W. Kakei                                    |
| (4095) Ishizuchisan      | 1987 SG                | 16 de setembre del 1987 | T. Seki                                                |
| (4096) Kushiro           | 1987 VC                | 15 de novembre del 1987 | S. Ueda, H. Kaneda                                     |
| (4097) Tsurugisan        | 1987 WW                | 18 de novembre del 1987 | T. Seki                                                |
| (4098) Thraen            | 1987 WQ1               | 26 de novembre del 1987 | F. Börngen                                             |
| 4099 -                   | 1988 AB5               | 13 de gener del 1988    | H. Debehogne                                           |
| (4100) Sumiko            | 1988 BF                | 16 de gener del 1988    | T. Hioki, N. Kawasato                                  |
| 4101-4200                |                        |                         |                                                        |
| (4101) Ruikou            | 1988 CE                | 8 de febrer del 1988    | T. Seki                                                |
| (4102) Gergana           | 1988 TE3               | 15 d'octubre del 1988   | V. G. Ivanova                                          |
| (4103) Chahine           | 1989 EB                | 4 de març del 1989      | E. F. Helin                                            |
| (4104) Alu               | 1989 ED                | 5 de març del 1989      | E. F. Helin                                            |
| (4105) Tsia              | 1989 EK                | 5 de març del 1989      | E. F. Helin                                            |
| (4106) Nada              | 1989 EW                | 6 de març del 1989      | T. Nomura, K. Kawanishi                                |
| (4107) Rufino            | 1989 GT                | 7 d'abril del 1989      | E. F. Helin                                            |
| (4108) Rakos             | 3439 T-3               | 16 d'octubre del 1977   | C. J. van Houten, I. van Houten-Groeneveld, T. Gehrels |
| (4109) Anokhin           | 1969 OW                | 17 de juliol del 1969   | B. A. Burnasheva                                       |
| (4110) Keats             | 1977 CZ                | 13 de febrer del 1977   | E. Bowell                                              |
| (4111) Lamy              | 1981 EN12              | 1 de març del 1981      | S. J. Bus                                              |
| (4112) Hrabal            | 1981 ST                | 25 de setembre del 1981 | M. Mahrová                                             |
| (4113) Rascana           | 1982 BQ                | 18 de gener del 1982    | E. Bowell                                              |
| (4114) Jasnorzewska      | 1982 QB1               | 19 d'agost del 1982     | Z. Vávrová                                             |
| (4115) Peternorton       | 1982 QS3               | 29 d'agost del 1982     | Nikolai Txernikh                                       |
| (4116) Elachi            | 1982 SU                | 20 de setembre del 1982 | E. F. Helin                                            |
| (4117) Wilke             | 1982 SU3               | 24 de setembre del 1982 | F. Börngen                                             |
| (4118) Sveta             | 1982 TH3               | 15 d'octubre del 1982   | L. V. Zhuravleva                                       |
| (4119) Miles             | 1983 BE                | 16 de gener del 1983    | E. Bowell                                              |
| (4120) Denoyelle         | 1985 RS4               | 14 de setembre del 1985 | H. Debehogne                                           |
| (4121) Carlin            | 1986 JH                | 2 de maig del 1986      | INAS                                                   |
| (4122) Ferrari           | 1986 OA                | 28 de juliol del 1986   | Osservatorio San Vittore                               |
| 4123 -                   | 1986 QP1               | 27 d'agost del 1986     | H. Debehogne                                           |
| (4124) Herriot           | 1986 SE                | 29 de setembre del 1986 | Z. Vávrová                                             |
| (4125) Lew Allen         | 1987 MO                | 28 de juny del 1987     | E. F. Helin                                            |
| (4126) Mashu             | 1988 BU                | 19 de gener del 1988    | K. Endate, K. Watanabe                                 |
| (4127) Kyogoku           | 1988 BA2               | 25 de gener del 1988    | S. Ueda, H. Kaneda                                     |
| (4128) UKSTU             | 1988 BM5               | 28 de gener del 1988    | R. H. McNaught                                         |
| (4129) Richelen          | 1988 DM                | 22 de febrer del 1988   | R. H. McNaught                                         |
| (4130) Ramanujan         | 1988 DQ1               | 17 de febrer del 1988   | R. Rajamohan                                           |
| (4131) Stasik            | 1988 DR4               | 23 de febrer del 1988   | A. J. Noymer                                           |
| (4132) Bartók            | 1988 EH                | 12 de març del 1988     | J. Alu                                                 |
| (4133) Heureka           | 1942 DB                | 17 de febrer del 1942   | L. Oterma                                              |
| (4134) Schütz            | 1961 CR                | 15 de febrer del 1961   | F. Börngen                                             |
| (4135) Svetlanov         | 1966 PG                | 14 d'agost del 1966     | L. I. Chernykh, T. M. Smirnova                         |
| (4136) Artmane           | 1968 FJ                | 28 de març del 1968     | T. M. Smirnova                                         |
| (4137) Crabtree          | 1970 WC                | 24 de novembre del 1970 | L. Kohoutek                                            |
| (4138) Kalchas           | 1973 SM                | 19 de setembre del 1973 | C. J. van Houten, I. van Houten-Groeneveld, T. Gehrels |
| (4139) Ulʹyanin          | 1975 VE2               | 2 de novembre del 1975  | T. M. Smirnova                                         |
| (4140) Branham           | 1976 VA                | 11 de novembre del 1976 | Felix Aguilar Observatory                              |
| (4141) Nintanlena        | 1978 PG3               | 8 d'agost del 1978      | Nikolai Txernikh                                       |
| (4142) Dersu-Uzala       | 1981 KE                | 28 de maig del 1981     | Z. Vávrová                                             |
| (4143) Huziak            | 1981 QN1               | 29 d'agost del 1981     | L. G. Taff                                             |
| (4144) Vladvasilʹev      | 1981 SW6               | 28 de setembre del 1981 | L. V. Zhuravleva                                       |
| (4145) Maximova          | 1981 SJ7               | 29 de setembre del 1981 | L. V. Zhuravleva                                       |
| (4146) Rudolfinum        | 1982 DD2               | 16 de febrer del 1982   | L. Brožek                                              |
| (4147) Lennon            | 1983 AY                | 12 de gener del 1983    | B. A. Skiff                                            |
| (4148) McCartney         | 1983 NT                | 11 de juliol del 1983   | E. Bowell                                              |
| (4149) Harrison          | 1984 EZ                | 9 de març del 1984      | B. A. Skiff                                            |
| (4150) Starr             | 1984 QC1               | 31 d'agost del 1984     | B. A. Skiff]]                                          |
| (4151) Alanhale          | 1985 HV1               | 24 d'abril del 1985     | C. S. Shoemaker, E. M. Shoemaker                       |
| (4152) Weber             | 1985 JF                | 15 de maig del 1985     | E. Bowell                                              |
| (4153) Roburnham         | 1985 JT1               | 14 de maig del 1985     | C. S. Shoemaker                                        |
| (4154) Rumsey            | 1985 NE                | 10 de juliol del 1985   | A. C. Gilmore, P. M. Kilmartin                         |
| (4155) Watanabe          | 1987 UB1               | 25 d'octubre del 1987   | S. Ueda, H. Kaneda                                     |
| (4156) Okadanaboru       | 1988 BE                | 16 de gener del 1988    | T. Kojima                                              |
| (4157) Izu               | 1988 XD2               | 11 de desembre del 1988 | Y. Oshima                                              |
| (4158) Santini           | 1989 BE                | 28 de gener del 1989    | Osservatorio San Vittore                               |
| (4159) Freeman           | 1989 GK                | 5 d'abril del 1989      | E. F. Helin                                            |
| (4160) Sabrina-John      | 1989 LE                | 3 de juny del 1989      | E. F. Helin                                            |
| (4161) Amasis            | 6627 P-L               | 24 de setembre del 1960 | C. J. van Houten, I. van Houten-Groeneveld, T. Gehrels |
| (4162) SAF               | 1940 WA                | 24 de novembre del 1940 | A. Patry                                               |
| (4163) Saaremaa          | 1941 HC                | 19 d'abril del 1941     | L. Oterma                                              |
| (4164) Shilov            | 1969 UR                | 16 d'octubre del 1969   | L. I. Chernykh                                         |
| (4165) Didkovskij        | 1976 GS3               | 1 d'abril del 1976      | Nikolai Txernikh                                       |
| (4166) Pontryagin        | 1978 SZ6               | 26 de setembre del 1978 | L. V. Zhuravleva                                       |
| (4167) Riemann           | 1978 TQ7               | 2 d'octubre del 1978    | L. V. Zhuravleva                                       |
| (4168) Millan            | 1979 EE                | 6 de març del 1979      | Felix Aguilar Observatory                              |
| (4169) Celsius           | 1980 FO3               | 16 de març del 1980     | C.-I. Lagerkvist                                       |
| (4170) Semmelweis        | 1980 PT                | 6 d'agost del 1980      | Z. Vávrová                                             |
| (4171) Carrasco          | 1982 FZ1               | 23 de març del 1982     | C. S. Shoemaker                                        |
| (4172) Rochefort         | 1982 FC3               | 20 de març del 1982     | H. Debehogne                                           |
| (4173) Thicksten         | 1982 KG1               | 27 de maig del 1982     | C. S. Shoemaker                                        |
| (4174) Pikulia           | 1982 SB6               | 16 de setembre del 1982 | L. I. Chernykh                                         |
| (4175) Billbaum          | 1985 GX                | 15 d'abril del 1985     | E. Bowell                                              |
| (4176) Sudek             | 1987 DS                | 24 de febrer del 1987   | A. Mrkos                                               |
| (4177) Kohman            | 1987 SS1               | 21 de setembre del 1987 | E. Bowell                                              |
| 4178 -                   | 1988 EO1               | 13 de març del 1988     | E. F. Helin                                            |
| (4179) Toutatis          | 1989 AC                | 4 de gener del 1989     | C. Pollas                                              |
| (4180) Anaxagoras        | 6092 P-L               | 24 de setembre del 1960 | C. J. van Houten, I. van Houten-Groeneveld, T. Gehrels |
| (4181) Kivi              | 1938 DK1               | 24 de febrer del 1938   | Y. Väisälä                                             |
| (4182) Mount Locke       | 1951 JQ                | 2 de maig del 1951      | McDonald Observatory                                   |
| (4183) Cuno              | 1959 LM                | 5 de juny del 1959      | C. Hoffmeister                                         |
| (4184) Berdyayev         | 1969 TJ1               | 8 d'octubre del 1969    | L. I. Chernykh                                         |
| (4185) Phystech          | 1975 ED                | 4 de març del 1975      | T. M. Smirnova                                         |
| (4186) Tamashima         | 1977 DT1               | 18 de febrer del 1977   | H. Kosai, K. Hurukawa                                  |
| (4187) Shulnazaria       | 1978 GR3               | 11 d'abril del 1978     | Nikolai Txernikh                                       |
| (4188) Kitezh            | 1979 HX4               | 25 d'abril del 1979     | N. S. Chernykh                                         |
| (4189) Sayany            | 1979 SV9               | 22 de setembre del 1979 | N. S. Chernykh                                         |
| (4190) Kvasnica          | 1980 JH                | 11 de maig del 1980     | L. Brožek                                              |
| (4191) Assesse           | 1980 KH                | 22 de maig del 1980     | H. Debehogne                                           |
| (4192) Breysacher        | 1981 DH                | 28 de febrer del 1981   | H. Debehogne, G. DeSanctis                             |
| (4193) Salanave          | 1981 SM1               | 26 de setembre del 1981 | B. A. Skiff, N. G. Thomas                              |
| (4194) Sweitzer          | 1982 RE                | 15 de setembre del 1982 | E. Bowell                                              |
| (4195) Esambaev          | 1982 SK8               | 19 de setembre del 1982 | L. I. Chernykh                                         |
| (4196) Shuya             | 1982 SA13              | 16 de setembre del 1982 | L. I. Chernykh                                         |
| 4197 -                   | 1982 TA                | 11 d'octubre del 1982   | E. F. Helin, E. M. Shoemaker                           |
| (4198) Panthera          | 1983 CK1               | 11 de febrer del 1983   | N. G. Thomas                                           |
| (4199) Andreev           | 1983 RX2               | 1 de setembre del 1983  | H. Debehogne                                           |
| (4200) Shizukagozen      | 1983 WA                | 28 de novembre del 1983 | Y. Banno, T. Urata                                     |
| 4201-4300                |                        |                         |                                                        |
| (4201) Orosz             | 1984 JA1               | 3 de maig del 1984      | B. A. Skiff                                            |
| 4202 -                   | 1985 CB2               | 12 de febrer del 1985   | H. Debehogne                                           |
| (4203) Brucato           | 1985 FD3               | 26 de març del 1985     | C. S. Shoemaker                                        |
| (4204) Barsig            | 1985 JG1               | 11 de maig del 1985     | C. S. Shoemaker                                        |
| (4205) David Hughes      | 1985 YP                | 18 de desembre del 1985 | E. Bowell                                              |
| (4206) Verulamium        | 1986 QL                | 25 d'agost del 1986     | H. Debehogne                                           |
| (4207) Chernova          | 1986 RO2               | 5 de setembre del 1986  | E. Bowell                                              |
| (4208) Kiselev           | 1986 RQ2               | 6 de setembre del 1986  | E. Bowell                                              |
| (4209) Briggs            | 1986 TG4               | 4 d'octubre del 1986    | E. F. Helin                                            |
| (4210) Isobelthompson    | 1987 DY5               | 21 de febrer del 1987   | H. Debehogne                                           |
| (4211) Rosniblett        | 1987 RT                | 12 de setembre del 1987 | H. Debehogne                                           |
| (4212) Sansyu-Asuke      | 1987 SB2               | 28 de setembre del 1987 | K. Suzuki, T. Urata                                    |
| (4213) Njord             | 1987 ST4               | 25 de setembre del 1987 | P. Jensen                                              |
| (4214) Veralynn          | 1987 UX4               | 22 d'octubre del 1987   | L. V. Zhuravleva                                       |
| (4215) Kamo              | 1987 VE1               | 14 de novembre del 1987 | S. Ueda, H. Kaneda                                     |
| (4216) Neunkirchen       | 1988 AF5               | 14 de gener del 1988    | H. Debehogne                                           |
| (4217) Engelhardt        | 1988 BO2               | 24 de gener del 1988    | C. S. Shoemaker                                        |
| (4218) Demottoni         | 1988 BK3               | 16 de gener del 1988    | H. Debehogne                                           |
| (4219) Nakamura          | 1988 DB                | 19 de febrer del 1988   | M. Inoue, O. Muramatsu                                 |
| (4220) Flood             | 1988 DN                | 22 de febrer del 1988   | R. H. McNaught                                         |
| (4221) Picasso           | 1988 EJ                | 13 de març del 1988     | J. Alu                                                 |
| (4222) Nancita           | 1988 EK1               | 13 de març del 1988     | E. F. Helin                                            |
| (4223) Shikoku           | 1988 JM                | 7 de maig del 1988      | T. Seki                                                |
| (4224) Susa              | 1988 KG                | 19 de maig del 1988     | E. F. Helin                                            |
| 4225 -                   | 1989 BN                | 31 de gener del 1989    | T. Hioki, N. Kawasato                                  |
| (4226) Damiaan           | 1989 RE                | 1 de setembre del 1989  | E. W. Elst                                             |
| (4227) Kaali             | 1942 DC                | 17 de febrer del 1942   | L. Oterma                                              |
| (4228) Nemiro            | 1968 OC1               | 25 de juliol del 1968   | G. A. Plyugin, Yu. A. Belyaev                          |
| (4229) Plevitskaya       | 1971 BK                | 22 de gener del 1971    | L. I. Chernykh                                         |
| (4230) van den Bergh     | 1973 ST1               | 19 de setembre del 1973 | C. J. van Houten, I. van Houten-Groeneveld, T. Gehrels |
| (4231) Fireman           | 1976 WD                | 20 de novembre del 1976 | Harvard Observatory                                    |
| (4232) Aparicio          | 1977 CD                | 13 de febrer del 1977   | Felix Aguilar Observatory                              |
| (4233) Palʹchikov        | 1977 RO7               | 11 de setembre del 1977 | Nikolai Txernikh                                       |
| (4234) Evtushenko        | 1978 JT1               | 6 de maig del 1978      | N. S. Chernykh                                         |
| (4235) Tatishchev        | 1978 SL5               | 27 de setembre del 1978 | L. I. Chernykh                                         |
| (4236) Lidov             | 1979 FV1               | 23 de març del 1979     | Nikolai Txernikh                                       |
| (4237) Raushenbakh       | 1979 SD4               | 24 de setembre del 1979 | N. S. Chernykh                                         |
| (4238) Audrey            | 1980 GF                | 13 d'abril del 1980     | A. Mrkos                                               |
| (4239) Goodman           | 1980 OE                | 17 de juliol del 1980   | E. Bowell                                              |
| (4240) Grün              | 1981 EY20              | 2 de març del 1981      | S. J. Bus                                              |
| (4241) Pappalardo        | 1981 EX46              | 2 de març del 1981      | S. J. Bus                                              |
| (4242) Brecher           | 1981 FQ                | 28 de març del 1981     | Harvard Observatory                                    |
| (4243) Nankivell         | 1981 GF1               | 4 d'abril del 1981      | A. C. Gilmore, P. M. Kilmartin                         |
| (4244) Zakharchenko      | 1981 TO3               | 7 d'octubre del 1981    | L. I. Chernykh                                         |
| (4245) Nairc             | 1981 UC10              | 29 d'octubre del 1981   | Purple Mountain Observatory                            |
| (4246) Telemann          | 1982 SY2               | 24 de setembre del 1982 | F. Börngen                                             |
| (4247) Grahamsmith       | 1983 WC                | 28 de novembre del 1983 | E. Bowell                                              |
| (4248) Ranald            | 1984 HX                | 23 d'abril del 1984     | A. C. Gilmore, P. M. Kilmartin                         |
| (4249) Křemže            | 1984 SC2               | 29 de setembre del 1984 | A. Mrkos                                               |
| (4250) Perun             | 1984 UG                | 20 d'octubre del 1984   | Z. Vávrová                                             |
| (4251) Kavasch           | 1985 JK1               | 11 de maig del 1985     | C. S. Shoemaker                                        |
| 4252 -                   | 1985 RG4               | 11 de setembre del 1985 | H. Debehogne                                           |
| (4253) Märker            | 1985 TN3               | 11 d'octubre del 1985   | C. S. Shoemaker                                        |
| (4254) Kamél             | 1985 UT3               | 24 d'octubre del 1985   | C.-I. Lagerkvist                                       |
| (4255) Spacewatch        | 1986 GW                | 4 d'abril del 1986      | Spacewatch                                             |
| (4256) Kagamigawa        | 1986 TX                | 3 d'octubre del 1986    | T. Seki                                                |
| (4257) Ubasti            | 1987 QA                | 23 d'agost del 1987     | J. Mueller                                             |
| (4258) Ryazanov          | 1987 RZ2               | 1 de setembre del 1987  | L. G. Karachkina                                       |
| (4259) McCoy             | 1988 SB3               | 16 de setembre del 1988 | S. J. Bus                                              |
| (4260) Yanai             | 1989 AX                | 4 de gener del 1989     | S. Ueda, H. Kaneda                                     |
| (4261) Gekko             | 1989 BJ                | 28 de gener del 1989    | Y. Oshima                                              |
| 4262 -                   | 1989 CO                | 5 de febrer del 1989    | M. Arai, H. Mori                                       |
| (4263) Abashiri          | 1989 RL2               | 7 de setembre del 1989  | M. Yanai, K. Watanabe                                  |
| (4264) Karljosephine     | 1989 TB                | 2 d'octubre del 1989    | K. F. J. Cwach                                         |
| (4265) Kani              | 1989 TX                | 8 d'octubre del 1989    | Y. Mizuno, T. Furuta                                   |
| (4266) Waltari           | 1940 YE                | 28 de desembre del 1940 | Y. Väisälä                                             |
| (4267) Basner            | 1971 QP                | 18 d'agost del 1971     | T. M. Smirnova                                         |
| (4268) Grebenikov        | 1972 TW3               | 5 d'octubre del 1972    | T. M. Smirnova                                         |
| (4269) Bogado            | 1974 FN                | 22 de març del 1974     | C. Torres                                              |
| (4270) Juanvictoria      | 1975 TJ6               | 1 d'octubre del 1975    | Felix Aguilar Observatory                              |
| (4271) Novosibirsk       | 1976 GQ6               | 3 d'abril del 1976      | Nikolai Txernikh                                       |
| (4272) Entsuji           | 1977 EG5               | 12 de març del 1977     | H. Kosai, K. Hurukawa                                  |
| (4273) Dunhuang          | 1978 UU1               | 29 d'octubre del 1978   | Purple Mountain Observatory                            |
| (4274) Karamanov         | 1980 RZ3               | 6 de setembre del 1980  | Nikolai Txernikh                                       |
| (4275) Bogustafson       | 1981 EW14              | 1 de març del 1981      | S. J. Bus                                              |
| (4276) Clifford          | 1981 XA                | 2 de desembre del 1981  | E. Bowell                                              |
| (4277) Holubov           | 1982 AF                | 15 de gener del 1982    | A. Mrkos                                               |
| (4278) Harvey            | 1982 SF                | 22 de setembre del 1982 | E. Bowell                                              |
| (4279) De Gasparis       | 1982 WB                | 19 de novembre del 1982 | Osservatorio San Vittore                               |
| (4280) Simonenko         | 1985 PF2               | 13 d'agost del 1985     | Nikolai Txernikh                                       |
| (4281) Pounds            | 1985 TE1               | 15 d'octubre del 1985   | E. Bowell                                              |
| (4282) Endate            | 1987 UQ1               | 28 d'octubre del 1987   | S. Ueda, H. Kaneda                                     |
| (4283) Stöffler          | 1988 BZ                | 23 de gener del 1988    | C. S. Shoemaker                                        |
| (4284) Kaho              | 1988 FL3               | 16 de març del 1988     | S. Ueda, H. Kaneda                                     |
| (4285) Hulkower          | 1988 NH                | 11 de juliol del 1988   | E. F. Helin                                            |
| (4286) Rubtsov           | 1988 PU4               | 8 d'agost del 1988      | L. I. Chernykh                                         |
| (4287) Třísov            | 1989 RU2               | 7 de setembre del 1989  | A. Mrkos                                               |
| 4288 -                   | 1989 TQ1               | 8 d'octubre del 1989    | T. Kojima                                              |
| (4289) Biwako            | 1989 UA2               | 29 d'octubre del 1989   | A. Sugie                                               |
| (4290) Heisei            | 1989 UK3               | 30 d'octubre del 1989   | T. Seki                                                |
| (4291) Kodaihasu         | 1989 VH                | 2 de novembre del 1989  | M. Arai, H. Mori                                       |
| (4292) Aoba              | 1989 VO                | 4 de novembre del 1989  | M. Koishikawa                                          |
| (4293) Masumi            | 1989 VT                | 1 de novembre del 1989  | Y. Oshima                                              |
| (4294) Horatius          | 4016 P-L               | 24 de setembre del 1960 | C. J. van Houten, I. van Houten-Groeneveld, T. Gehrels |
| (4295) Wisse             | 6032 P-L               | 24 de setembre del 1960 | C. J. van Houten, I. van Houten-Groeneveld, T. Gehrels |
| (4296) van Woerkom       | 1935 SA2               | 28 de setembre del 1935 | H. van Gent                                            |
| (4297) Eichhorn          | 1938 HE                | 19 d'abril del 1938     | W. Dieckvoss                                           |
| 4298 -                   | 1941 WA                | 17 de novembre del 1941 | I. Pòlit                                               |
| (4299) WIYN              | 1952 QX                | 28 d'agost del 1952     | Universitat d'Indiana                                  |
| (4300) Marg Edmondson    | 1955 SG1               | 18 de setembre del 1955 | Universitat d'Indiana                                  |
| 4301-4400                |                        |                         |                                                        |
| 4301 -                   | 1966 PM                | 7 d'agost del 1966      | Boyden Observatory                                     |
| (4302) Markeev           | 1968 HP                | 22 d'abril del 1968     | T. M. Smirnova                                         |
| (4303) Savitskij         | 1973 SZ3               | 25 de setembre del 1973 | L. V. Zhuravleva                                       |
| (4304) Geichenko         | 1973 SW4               | 27 de setembre del 1973 | L. I. Chernykh                                         |
| (4305) Clapton           | 1976 EC                | 7 de març del 1976      | Harvard Observatory                                    |
| (4306) Dunaevskij        | 1976 SZ5               | 24 de setembre del 1976 | Nikolai Txernikh                                       |
| (4307) Cherepashchuk     | 1976 UK2               | 26 d'octubre del 1976   | T. M. Smirnova                                         |
| (4308) Magarach          | 1978 PL4               | 9 d'agost del 1978      | Nikolai Txernikh                                       |
| (4309) Marvin            | 1978 QC                | 30 d'agost del 1978     | Harvard Observatory                                    |
| (4310) Strömholm         | 1978 RJ7               | 2 de setembre del 1978  | C.-I. Lagerkvist                                       |
| (4311) Zguridi           | 1978 SY6               | 26 de setembre del 1978 | L. V. Zhuravleva                                       |
| (4312) Knacke            | 1978 WW11              | 29 de novembre del 1978 | S. J. Bus, C. T. Kowal                                 |
| (4313) Bouchet           | 1979 HK1               | 21 d'abril del 1979     | H. Debehogne                                           |
| 4314 -                   | 1979 ML3               | 25 de juny del 1979     | E. F. Helin, S. J. Bus                                 |
| (4315) Pronik            | 1979 SL11              | 24 de setembre del 1979 | Nikolai Txernikh                                       |
| (4316) Babinkova         | 1979 TZ1               | 14 d'octubre del 1979   | N. S. Chernykh                                         |
| (4317) Garibaldi         | 1980 DA1               | 19 de febrer del 1980   | Z. Vávrová                                             |
| (4318) Baťa              | 1980 DE1               | 21 de febrer del 1980   | Z. Vávrová                                             |
| (4319) Jackierobinson    | 1981 ER14              | 1 de març del 1981      | S. J. Bus                                              |
| (4320) Jarosewich        | 1981 EJ17              | 1 de març del 1981      | S. J. Bus                                              |
| (4321) Zero              | 1981 EH26              | 2 de març del 1981      | S. J. Bus                                              |
| (4322) Billjackson       | 1981 EE37              | 11 de març del 1981     | S. J. Bus                                              |
| (4323) Hortulus          | 1981 QN                | 27 d'agost del 1981     | P. Wild                                                |
| 4324 -                   | 1981 YA1               | 24 de desembre del 1981 | L. G. Taff                                             |
| (4325) Guest             | 1982 HL                | 18 d'abril del 1982     | E. Bowell                                              |
| (4326) McNally           | 1982 HS1               | 28 d'abril del 1982     | E. Bowell                                              |
| (4327) Ries              | 1982 KB1               | 24 de maig del 1982     | C. S. Shoemaker                                        |
| (4328) Valina            | 1982 SQ2               | 18 de setembre del 1982 | H. Debehogne                                           |
| 4329 -                   | 1982 SX2               | 22 de setembre del 1982 | L. G. Taff                                             |
| (4330) Vivaldi           | 1982 UJ3               | 19 d'octubre del 1982   | F. Börngen                                             |
| (4331) Hubbard           | 1983 HC                | 18 d'abril del 1983     | N. G. Thomas                                           |
| (4332) Milton            | 1983 RC                | 5 de setembre del 1983  | C. S. Shoemaker                                        |
| (4333) Sinton            | 1983 RO2               | 4 de setembre del 1983  | E. Bowell                                              |
| 4334 -                   | 1983 RO3               | 2 de setembre del 1983  | H. Debehogne                                           |
| (4335) Verona            | 1983 VC7               | 1 de novembre del 1983  | Cavriana                                               |
| (4336) Jasniewicz        | 1984 QE1               | 31 d'agost del 1984     | B. A. Skiff                                            |
| (4337) Arecibo           | 1985 GB                | 14 d'abril del 1985     | E. Bowell                                              |
| (4338) Velez             | 1985 PB1               | 14 d'agost del 1985     | E. Bowell                                              |
| (4339) Almamater         | 1985 UK                | 20 d'octubre del 1985   | A. Mrkos                                               |
| (4340) Dence             | 1986 JZ                | 4 de maig del 1986      | C. S. Shoemaker                                        |
| (4341) Poseidon          | 1987 KF                | 29 de maig del 1987     | C. S. Shoemaker                                        |
| (4342) Freud             | 1987 QO9               | 21 d'agost del 1987     | E. W. Elst                                             |
| (4343) Tetsuya           | 1988 AC                | 10 de gener del 1988    | S. Ueda, H. Kaneda                                     |
| (4344) Buxtehude         | 1988 CR1               | 11 de febrer del 1988   | E. W. Elst                                             |
| (4345) Rachmaninoff      | 1988 CM2               | 11 de febrer del 1988   | E. W. Elst                                             |
| (4346) Whitney           | 1988 DS4               | 23 de febrer del 1988   | A. J. Noymer                                           |
| (4347) Reger             | 1988 PK2               | 13 d'agost del 1988     | F. Börngen                                             |
| (4348) Poulydamas        | 1988 RU                | 11 de setembre del 1988 | C. S. Shoemaker                                        |
| (4349) Tibúrcio          | 1989 LX                | 5 de juny del 1989      | W. Landgraf                                            |
| (4350) Shibecha          | 1989 UG1               | 26 d'octubre del 1989   | S. Ueda, H. Kaneda                                     |
| (4351) Nobuhisa          | 1989 UR1               | 28 d'octubre del 1989   | Y. Mizuno, T. Furuta                                   |
| (4352) Kyoto             | 1989 UW1               | 29 d'octubre del 1989   | A. Sugie                                               |
| (4353) Onizaki           | 1989 WK1               | 25 de novembre del 1989 | Y. Mizuno, T. Furuta                                   |
| (4354) Euclides          | 2142 P-L               | 24 de setembre del 1960 | C. J. van Houten, I. van Houten-Groeneveld, T. Gehrels |
| (4355) Memphis           | 3524 P-L               | 17 d'octubre del 1960   | C. J. van Houten, I. van Houten-Groeneveld, T. Gehrels |
| (4356) Marathon          | 9522 P-L               | 17 d'octubre del 1960   | C. J. van Houten, I. van Houten-Groeneveld, T. Gehrels |
| (4357) Korinthos         | 2069 T-2               | 29 de setembre del 1973 | C. J. van Houten, I. van Houten-Groeneveld, T. Gehrels |
| (4358) Lynn              | A909 TF                | 5 d'octubre del 1909    | P. H. Cowell                                           |
| (4359) Berlage           | 1935 TG                | 28 de setembre del 1935 | H. van Gent                                            |
| (4360) Xuyi              | 1964 TG2               | 9 d'octubre del 1964    | Purple Mountain Observatory                            |
| (4361) Nezhdanova        | 1977 TG7               | 9 d'octubre del 1977    | L. I. Chernykh                                         |
| (4362) Carlisle          | 1978 PR4               | 1 d'agost del 1978      | Perth Observatory                                      |
| (4363) Sergej            | 1978 TU7               | 2 d'octubre del 1978    | L. V. Zhuravleva                                       |
| (4364) Shkodrov          | 1978 VV5               | 7 de novembre del 1978  | E. F. Helin, S. J. Bus                                 |
| (4365) Ivanova           | 1978 VH8               | 7 de novembre del 1978  | E. F. Helin, S. J. Bus                                 |
| (4366) Venikagan         | 1979 YV8               | 24 de desembre del 1979 | L. V. Zhuravleva                                       |
| (4367) Meech             | 1981 EE43              | 2 de març del 1981      | S. J. Bus                                              |
| (4368) Pillmore          | 1981 JC2               | 5 de maig del 1981      | C. S. Shoemaker                                        |
| (4369) Seifert           | 1982 OR                | 30 de juliol del 1982   | L. Brožek                                              |
| (4370) Dickens           | 1982 SL                | 22 de setembre del 1982 | E. Bowell                                              |
| (4371) Fyodorov          | 1983 GC2               | 10 d'abril del 1983     | L. I. Chernykh                                         |
| (4372) Quincy            | 1984 TB                | 3 d'octubre del 1984    | Oak Ridge Observatory                                  |
| (4373) Crespo            | 1985 PB                | 14 d'agost del 1985     | E. Bowell                                              |
| (4374) Tadamori          | 1987 BJ                | 31 de gener del 1987    | K. Suzuki, T. Urata                                    |
| (4375) Kiyomori          | 1987 DQ                | 28 de febrer del 1987   | T. Niijima, T. Urata                                   |
| (4376) Shigemori         | 1987 FA                | 20 de març del 1987     | T. Niijima, T. Urata                                   |
| (4377) Koremori          | 1987 GD                | 4 d'abril del 1987      | T. Niijima, T. Urata                                   |
| (4378) Voigt             | 1988 JF                | 14 de maig del 1988     | W. Landgraf                                            |
| (4379) Snelling          | 1988 PT1               | 13 d'agost del 1988     | C. S. Shoemaker, E. M. Shoemaker                       |
| (4380) Geyer             | 1988 PB2               | 14 d'agost del 1988     | E. W. Elst                                             |
| (4381) Uenohara          | 1989 WD1               | 22 de novembre del 1989 | N. Kawasato                                            |
| (4382) Stravinsky        | 1989 WQ3               | 29 de novembre del 1989 | F. Börngen                                             |
| (4383) Suruga            | 1989 XP                | 1 de desembre del 1989  | Y. Oshima                                              |
| 4384 -                   | 1990 AA                | 3 de gener del 1990     | T. Hioki, S. Hayakawa                                  |
| (4385) Elsässer          | 2534 P-L               | 24 de setembre del 1960 | C. J. van Houten, I. van Houten-Groeneveld, T. Gehrels |
| (4386) Lüst              | 6829 P-L               | 26 de setembre del 1960 | C. J. van Houten, I. van Houten-Groeneveld, T. Gehrels |
| (4387) Tanaka            | 4829 T-2               | 19 de setembre del 1973 | C. J. van Houten, I. van Houten-Groeneveld, T. Gehrels |
| (4388) Jürgenstock       | 1964 VE                | 3 de novembre del 1964  | Universitat d'Indiana                                  |
| (4389) Durbin            | 1976 GL3               | 1 d'abril del 1976      | Nikolai Txernikh                                       |
| (4390) Madreteresa       | 1976 GO8               | 5 d'abril del 1976      | Felix Aguilar Observatory                              |
| (4391) Balodis           | 1977 QW2               | 21 d'agost del 1977     | Nikolai Txernikh                                       |
| (4392) Agita             | 1978 RX5               | 13 de setembre del 1978 | N. S. Chernykh                                         |
| (4393) Dawe              | 1978 VP8               | 7 de novembre del 1978  | E. F. Helin, S. J. Bus                                 |
| (4394) Fritzheide        | 1981 EB19              | 2 de març del 1981      | S. J. Bus                                              |
| (4395) Danbritt          | 1981 EH41              | 2 de març del 1981      | S. J. Bus                                              |
| (4396) Gressmann         | 1981 JH                | 3 de maig del 1981      | E. Bowell                                              |
| (4397) Jalopez           | 1981 JS1               | 9 de maig del 1981      | Felix Aguilar Observatory                              |
| (4398) Chiara            | 1984 HC2               | 23 d'abril del 1984     | W. Ferreri                                             |
| (4399) Ashizuri          | 1984 UA                | 21 d'octubre del 1984   | T. Seki                                                |
| (4400) Bagryana          | 1985 QH4               | 24 d'agost del 1985     | Bulgarian National Observatory                         |
| 4401-4500                |                        |                         |                                                        |
| (4401) Aditi             | 1985 TB                | 14 d'octubre del 1985   | C. S. Shoemaker                                        |
| (4402) Tsunemori         | 1987 DP                | 25 de febrer del 1987   | T. Niijima, T. Urata                                   |
| (4403) Kuniharu          | 1987 EA                | 2 de març del 1987      | Y. Oshima                                              |
| (4404) Enirac            | 1987 GG                | 2 d'abril del 1987      | A. Maury                                               |
| (4405) Otava             | 1987 QD1               | 21 d'agost del 1987     | A. Mrkos                                               |
| (4406) Mahler            | 1987 YD1               | 22 de desembre del 1987 | F. Börngen                                             |
| (4407) Taihaku           | 1988 TF1               | 13 d'octubre del 1988   | M. Koishikawa                                          |
| (4408) Zlatá Koruna      | 1988 TH2               | 4 d'octubre del 1988    | A. Mrkos                                               |
| (4409) Kissling          | 1989 MD                | 30 de juny del 1989     | A. C. Gilmore, P. M. Kilmartin                         |
| (4410) Kamuimintara      | 1989 YA                | 17 de desembre del 1989 | S. Ueda, H. Kaneda                                     |
| (4411) Kochibunkyo       | 1990 AF                | 3 de gener del 1990     | T. Seki                                                |
| (4412) Chephren          | 2535 P-L               | 26 de setembre del 1960 | C. J. van Houten, I. van Houten-Groeneveld, T. Gehrels |
| (4413) Mycerinos         | 4020 P-L               | 24 de setembre del 1960 | C. J. van Houten, I. van Houten-Groeneveld, T. Gehrels |
| (4414) Sesostris         | 4153 P-L               | 24 de setembre del 1960 | C. J. van Houten, I. van Houten-Groeneveld, T. Gehrels |
| (4415) Echnaton          | 4237 P-L               | 24 de setembre del 1960 | C. J. van Houten, I. van Houten-Groeneveld, T. Gehrels |
| (4416) Ramses            | 4530 P-L               | 24 de setembre del 1960 | C. J. van Houten, I. van Houten-Groeneveld, T. Gehrels |
| (4417) Lecar             | 1931 GC                | 8 d'abril del 1931      | K. Reinmuth                                            |
| (4418) Fredfranklin      | 1931 TR1               | 9 d'octubre del 1931    | K. Reinmuth                                            |
| (4419) Allancook         | 1932 HD                | 24 d'abril del 1932     | K. Reinmuth                                            |
| (4420) Alandreev         | 1936 PB                | 15 d'agost del 1936     | G. N. Neujmin                                          |
| (4421) Kayor             | 1942 AC                | 14 de gener del 1942    | K. Reinmuth                                            |
| (4422) Jarre             | 1942 UA                | 17 d'octubre del 1942   | L. Boyer                                               |
| (4423) Golden            | 1949 GH                | 4 d'abril del 1949      | Universitat d'Indiana                                  |
| (4424) Arkhipova         | 1967 DB                | 16 de febrer del 1967   | T. M. Smirnova                                         |
| 4425 -                   | 1967 UQ                | 30 d'octubre del 1967   | L. Kohoutek                                            |
| (4426) Roerich           | 1969 TB6               | 15 d'octubre del 1969   | L. I. Chernykh                                         |
| (4427) Burnashev         | 1971 QP1               | 30 d'agost del 1971     | T. M. Smirnova                                         |
| (4428) Khotinok          | 1977 SN                | 18 de setembre del 1977 | Nikolai Txernikh                                       |
| (4429) Chinmoy           | 1978 RJ2               | 12 de setembre del 1978 | N. S. Chernykh                                         |
| (4430) Govorukhin        | 1978 SX6               | 26 de setembre del 1978 | L. V. Zhuravleva                                       |
| (4431) Holeungholee      | 1978 WU14              | 28 de novembre del 1978 | Purple Mountain Observatory                            |
| (4432) McGraw-Hill       | 1981 ER22              | 2 de març del 1981      | S. J. Bus                                              |
| (4433) Goldstone         | 1981 QP                | 30 d'agost del 1981     | E. Bowell                                              |
| (4434) Nikulin           | 1981 RD5               | 8 de setembre del 1981  | L. V. Zhuravleva                                       |
| (4435) Holt              | 1983 AG2               | 13 de gener del 1983    | C. S. Shoemaker                                        |
| 4436 -                   | 1983 EX                | 9 de març del 1983      | E. Barr                                                |
| (4437) Yaroshenko        | 1983 GA2               | 10 d'abril del 1983     | L. I. Chernykh                                         |
| (4438) Sykes             | 1983 WR                | 29 de novembre del 1983 | E. Bowell                                              |
| (4439) Muroto            | 1984 VA                | 2 de novembre del 1984  | T. Seki                                                |
| (4440) Tchantchès        | 1984 YV                | 23 de desembre del 1984 | F. Dossin                                              |
| (4441) Toshie            | 1985 BB                | 26 de gener del 1985    | T. Seki                                                |
| (4442) Garcia            | 1985 RB1               | 14 de setembre del 1985 | Spacewatch                                             |
| 4443 -                   | 1985 RD4               | 10 de setembre del 1985 | H. Debehogne                                           |
| (4444) Escher            | 1985 SA                | 16 de setembre del 1985 | H. U. Norgaard-Nielsen, L. Hansen, P. R. Christensen   |
| (4445) Jimstratton       | 1985 TC                | 15 d'octubre del 1985   | K. Suzuki, T. Urata                                    |
| (4446) Carolyn           | 1985 TT                | 15 d'octubre del 1985   | E. Bowell                                              |
| (4447) Kirov             | 1985 VE1               | 7 de novembre del 1985  | E. Bowell                                              |
| (4448) Phildavis         | 1986 EO                | 5 de març del 1986      | C. S. Shoemaker                                        |
| (4449) Sobinov           | 1987 RX3               | 3 de setembre del 1987  | L. I. Chernykh                                         |
| (4450) Pan               | 1987 SY                | 25 de setembre del 1987 | C. S. Shoemaker, E. M. Shoemaker                       |
| (4451) Grieve            | 1988 JJ                | 9 de maig del 1988      | C. S. Shoemaker                                        |
| (4452) Ullacharles       | 1988 RN                | 7 de setembre del 1988  | P. Jensen                                              |
| (4453) Bornholm          | 1988 VC                | 3 de novembre del 1988  | P. Jensen                                              |
| (4454) Kumiko            | 1988 VW                | 2 de novembre del 1988  | S. Ueda, H. Kaneda                                     |
| (4455) Ruriko            | 1988 XA                | 2 de desembre del 1988  | S. Ueda, H. Kaneda                                     |
| (4456) Mawson            | 1989 OG                | 27 de juliol del 1989   | R. H. McNaught                                         |
| (4457) van Gogh          | 1989 RU                | 3 de setembre del 1989  | E. W. Elst                                             |
| (4458) Oizumi            | 1990 BY                | 21 de gener del 1990    | Y. Kushida, O. Muramatsu                               |
| (4459) Nusamaibashi      | 1990 BP2               | 30 de gener del 1990    | M. Matsuyama, K. Watanabe                              |
| (4460) Bihoro            | 1990 DS                | 28 de febrer del 1990   | K. Endate, K. Watanabe                                 |
| (4461) Sayama            | 1990 EL                | 5 de març del 1990      | A. Sugie                                               |
| (4462) Vaughan           | 1952 HJ2               | 24 d'abril del 1952     | McDonald Observatory                                   |
| (4463) Marschwarzschild  | 1954 UO2               | 28 d'octubre del 1954   | Universitat d'Indiana                                  |
| (4464) Vulcano           | 1966 TE                | 11 d'octubre del 1966   | Nikolai Txernikh                                       |
| (4465) Rodita            | 1969 TD5               | 14 d'octubre del 1969   | B. A. Burnasheva                                       |
| (4466) Abai              | 1971 SX1               | 23 de setembre del 1971 | Crimean Astrophysical Observatory                      |
| (4467) Kaidanovskij      | 1975 VN2               | 2 de novembre del 1975  | T. M. Smirnova                                         |
| (4468) Pogrebetskij      | 1976 SZ3               | 24 de setembre del 1976 | Nikolai Txernikh                                       |
| (4469) Utting            | 1978 PS4               | 1 d'agost del 1978      | Perth Observatory                                      |
| (4470) Sergeev-Censkij   | 1978 QP1               | 31 d'agost del 1978     | Nikolai Txernikh                                       |
| (4471) Graculus          | 1978 VB                | 8 de novembre del 1978  | P. Wild                                                |
| (4472) Navashin          | 1980 TY14              | 15 d'octubre del 1980   | Nikolai Txernikh                                       |
| (4473) Sears             | 1981 DE2               | 28 de febrer del 1981   | S. J. Bus                                              |
| (4474) Proust            | 1981 QZ2               | 24 d'agost del 1981     | H. Debehogne                                           |
| (4475) Voitkevich        | 1982 UQ5               | 20 d'octubre del 1982   | L. G. Karachkina                                       |
| (4476) Bernstein         | 1983 DE                | 19 de febrer del 1983   | E. Bowell                                              |
| 4477 -                   | 1983 SB                | 28 de setembre del 1983 | Bulgarian National Observatory                         |
| (4478) Blanco            | 1984 HG1               | 23 d'abril del 1984     | W. Ferreri, V. Zappalà                                 |
| (4479) Charlieparker     | 1985 CP1               | 10 de febrer del 1985   | H. Debehogne                                           |
| (4480) Nikitibotania     | 1985 QM4               | 24 d'agost del 1985     | Nikolai Txernikh                                       |
| (4481) Herbelin          | 1985 RR                | 14 de setembre del 1985 | E. Bowell                                              |
| (4482) Frèrebasile       | 1986 RB                | 1 de setembre del 1986  | A. Maury                                               |
| (4483) Petöfi            | 1986 RC2               | 9 de setembre del 1986  | L. G. Karachkina                                       |
| (4484) Sif               | 1987 DD                | 25 de febrer del 1987   | P. Jensen                                              |
| (4485) Radonezhskij      | 1987 QQ11              | 27 d'agost del 1987     | L. I. Chernykh                                         |
| (4486) Mithra            | 1987 SB                | 22 de setembre del 1987 | E. W. Elst, V. G. Xkódrov                              |
| (4487) Pocahontas        | 1987 UA                | 17 d'octubre del 1987   | C. S. Shoemaker                                        |
| (4488) Tokitada          | 1987 UK                | 21 d'octubre del 1987   | K. Suzuki, T. Urata                                    |
| 4489 -                   | 1988 AK                | 15 de gener del 1988    | E. Bowell                                              |
| (4490) Bambery           | 1988 ND                | 14 de juliol del 1988   | E. F. Helin, B. Roman                                  |
| (4491) Otaru             | 1988 RP                | 7 de setembre del 1988  | K. Endate, K. Watanabe                                 |
| (4492) Debussy           | 1988 SH                | 17 de setembre del 1988 | E. W. Elst                                             |
| 4493 -                   | 1988 TG1               | 14 d'octubre del 1988   | T. Kojima                                              |
| (4494) Marimo            | 1988 TK1               | 13 d'octubre del 1988   | S. Ueda, H. Kaneda                                     |
| 4495 -                   | 1988 VS                | 6 de novembre del 1988  | M. Arai, H. Mori                                       |
| (4496) Kamimachi         | 1988 XM1               | 9 de desembre del 1988  | T. Seki                                                |
| (4497) Taguchi           | 1989 AE1               | 4 de gener del 1989     | K. Endate, K. Watanabe                                 |
| (4498) Shinkoyama        | 1989 AG1               | 5 de gener del 1989     | T. Seki                                                |
| (4499) Davidallen        | 1989 AO3               | 4 de gener del 1989     | R. H. McNaught                                         |
| (4500) Pascal            | 1989 CL                | 3 de febrer del 1989    | S. Ueda, H. Kaneda                                     |
| 4501-4600                |                        |                         |                                                        |
| (4501) Eurypylos         | 1989 CJ3               | 4 de febrer del 1989    | E. W. Elst                                             |
| (4502) Elizabethann      | 1989 KG                | 29 de maig del 1989     | H. E. Holt                                             |
| (4503) Cleobulus         | 1989 WM                | 28 de novembre del 1989 | C. S. Shoemaker                                        |
| (4504) Jenkinson         | 1989 YO                | 21 de desembre del 1989 | R. H. McNaught                                         |
| (4505) Okamura           | 1990 DV1               | 20 de febrer del 1990   | T. Seki                                                |
| (4506) Hendrie           | 1990 FJ                | 24 de març del 1990     | B. G. W. Manning                                       |
| 4507 -                   | 1990 FV                | 19 de març del 1990     | H. Shiozawa, M. Kizawa                                 |
| (4508) Takatsuki         | 1990 FG1               | 27 de març del 1990     | K. Endate, K. Watanabe                                 |
| (4509) Gorbatskij        | A917 SG                | 23 de setembre del 1917 | S. Beljavskij                                          |
| (4510) Shawna            | 1930 XK                | 13 de desembre del 1930 | C. W. Tombaugh                                         |
| (4511) Rembrandt         | 1935 SP1               | 28 de setembre del 1935 | H. van Gent                                            |
| (4512) Sinuhe            | 1939 BM                | 20 de gener del 1939    | Y. Väisälä                                             |
| (4513) Louvre            | 1971 QW1               | 30 d'agost del 1971     | T. M. Smirnova                                         |
| (4514) Vilen             | 1972 HX                | 19 d'abril del 1972     | T. M. Smirnova                                         |
| (4515) Khrennikov        | 1973 SD6               | 28 de setembre del 1973 | Nikolai Txernikh                                       |
| (4516) Pugovkin          | 1973 SN6               | 28 de setembre del 1973 | N. S. Chernykh                                         |
| (4517) Ralpharvey        | 1975 SV                | 30 de setembre del 1975 | S. J. Bus                                              |
| (4518) Raikin            | 1976 GP3               | 1 d'abril del 1976      | Nikolai Txernikh                                       |
| (4519) Voronezh          | 1976 YO4               | 18 de desembre del 1976 | N. S. Chernykh                                         |
| (4520) Dovzhenko         | 1977 QJ3               | 22 d'agost del 1977     | N. S. Chernykh                                         |
| (4521) Akimov            | 1979 FU2               | 29 de març del 1979     | N. S. Chernykh                                         |
| (4522) Britastra         | 1980 BM                | 22 de gener del 1980    | E. Bowell                                              |
| (4523) MIT               | 1981 DM1               | 28 de febrer del 1981   | S. J. Bus                                              |
| (4524) Barklajdetolli    | 1981 RV4               | 8 de setembre del 1981  | L. V. Zhuravleva                                       |
| (4525) Johnbauer         | 1982 JB3               | 15 de maig del 1982     | E. F. Helin, E. M. Shoemaker, P. D. Wilder             |
| (4526) Konko             | 1982 KN1               | 22 de maig del 1982     | H. Kosai, K. Hurukawa                                  |
| (4527) Schoenberg        | 1982 OK                | 24 de juliol del 1982   | E. Bowell                                              |
| (4528) Berg              | 1983 PP                | 13 d'agost del 1983     | E. Bowell                                              |
| (4529) Webern            | 1984 ED                | 1 de març del 1984      | E. Bowell                                              |
| (4530) Smoluchowski      | 1984 EP                | 1 de març del 1984      | E. Bowell                                              |
| (4531) Asaro             | 1985 FC                | 20 de març del 1985     | C. S. Shoemaker                                        |
| (4532) Copland           | 1985 GM1               | 15 d'abril del 1985     | E. Bowell                                              |
| (4533) Orth              | 1986 EL                | 7 de març del 1986      | C. S. Shoemaker                                        |
| (4534) Rimskij-Korsakov  | 1986 PV4               | 6 d'agost del 1986      | Nikolai Txernikh                                       |
| (4535) Adamcarolla       | 1986 QV2               | 28 d'agost del 1986     | H. Debehogne                                           |
| (4536) Drewpinsky        | 1987 DA6               | 22 de febrer del 1987   | H. Debehogne                                           |
| (4537) Valgrirasp        | 1987 RR3               | 2 de setembre del 1987  | L. I. Chernykh                                         |
| 4538 -                   | 1988 TP                | 10 d'octubre del 1988   | K. Suzuki                                              |
| (4539) Miyagino          | 1988 VU1               | 8 de novembre del 1988  | M. Koishikawa                                          |
| (4540) Oriani            | 1988 VY1               | 6 de novembre del 1988  | Osservatorio San Vittore                               |
| (4541) Mizuno            | 1989 AF                | 1 de gener del 1989     | K. Suzuki, T. Furuta                                   |
| (4542) Mossotti          | 1989 BO                | 30 de gener del 1989    | Osservatorio San Vittore                               |
| (4543) Phoinix           | 1989 CQ1               | 2 de febrer del 1989    | C. S. Shoemaker                                        |
| (4544) Xanthus           | 1989 FB                | 31 de març del 1989     | H. E. Holt, N. G. Thomas                               |
| 4545 -                   | 1989 SB11              | 28 de setembre del 1989 | H. Debehogne                                           |
| (4546) Franck            | 1990 EW2               | 2 de març del 1990      | E. W. Elst                                             |
| (4547) Massachusetts     | 1990 KP                | 16 de maig del 1990     | K. Endate, K. Watanabe                                 |
| (4548) Wielen            | 2538 P-L               | 24 de setembre del 1960 | C. J. van Houten, I. van Houten-Groeneveld, T. Gehrels |
| (4549) Burkhardt         | 1276 T-2               | 29 de setembre del 1973 | C. J. van Houten, I. van Houten-Groeneveld, T. Gehrels |
| (4550) Royclarke         | 1977 HH1               | 24 d'abril del 1977     | S. J. Bus                                              |
| (4551) Cochran           | 1979 MC                | 28 de juny del 1979     | E. Bowell                                              |
| (4552) Nabelek           | 1980 JC                | 11 de maig del 1980     | A. Mrkos                                               |
| (4553) Doncampbell       | 1982 RH                | 15 de setembre del 1982 | E. Bowell                                              |
| (4554) Fanynka           | 1986 UT                | 28 d'octubre del 1986   | A. Mrkos                                               |
| 4555 -                   | 1987 QL                | 24 d'agost del 1987     | S. Singer-Brewster                                     |
| (4556) Gumilyov          | 1987 QW10              | 27 d'agost del 1987     | L. G. Karachkina                                       |
| (4557) Mika              | 1987 XD                | 14 de desembre del 1987 | M. Yanai, K. Watanabe                                  |
| (4558) Janesick          | 1988 NF                | 12 de juliol del 1988   | A. Maury, J. Mueller                                   |
| (4559) Strauss           | 1989 AP6               | 11 de gener del 1989    | F. Börngen                                             |
| (4560) Klyuchevskij      | 1976 YD2               | 16 de desembre del 1976 | L. I. Chernykh                                         |
| (4561) Lemeshev          | 1978 RY5               | 13 de setembre del 1978 | Nikolai Txernikh                                       |
| (4562) Poleungkuk        | 1979 UD2               | 21 d'octubre del 1979   | Purple Mountain Observatory                            |
| (4563) Kahnia            | 1980 OG                | 17 de juliol del 1980   | E. Bowell                                              |
| (4564) Clayton           | 1981 ET16              | 6 de març del 1981      | S. J. Bus                                              |
| (4565) Grossman          | 1981 EZ17              | 2 de març del 1981      | S. J. Bus                                              |
| (4566) Chaokuangpiu      | 1981 WM4               | 27 de novembre del 1981 | Purple Mountain Observatory                            |
| (4567) Bečvář            | 1982 SO1               | 17 de setembre del 1982 | M. Mahrová                                             |
| (4568) Menkaure          | 1983 RY3               | 2 de setembre del 1983  | N. G. Thomas                                           |
| (4569) Baerbel           | 1985 GV1               | 15 d'abril del 1985     | C. S. Shoemaker                                        |
| (4570) Runcorn           | 1985 PR                | 14 d'agost del 1985     | E. Bowell                                              |
| (4571) Grumiaux          | 1985 RY3               | 8 de setembre del 1985  | H. Debehogne                                           |
| (4572) Brage             | 1986 RF                | 8 de setembre del 1986  | P. Jensen                                              |
| (4573) Piešťany          | 1986 TP6               | 5 d'octubre del 1986    | M. Antal                                               |
| (4574) Yoshinaka         | 1986 YB                | 20 de desembre del 1986 | T. Niijima, T. Urata                                   |
| (4575) Broman            | 1987 ME1               | 26 de juny del 1987     | E. F. Helin                                            |
| 4576 -                   | 1988 CC                | 10 de febrer del 1988   | T. Kojima                                              |
| (4577) Chikako           | 1988 WG                | 30 de novembre del 1988 | Y. Kushida, M. Inoue                                   |
| (4578) Kurashiki         | 1988 XL1               | 7 de desembre del 1988  | T. Seki                                                |
| (4579) Puccini           | 1989 AT6               | 11 de gener del 1989    | F. Börngen                                             |
| (4580) Child             | 1989 EF                | 4 de març del 1989      | E. F. Helin                                            |
| (4581) Asclepius         | 1989 FC                | 31 de març del 1989     | H. E. Holt, N. G. Thomas                               |
| (4582) Hank              | 1989 FW                | 31 de març del 1989     | C. S. Shoemaker                                        |
| (4583) Lugo              | 1989 RL4               | 1 de setembre del 1989  | Bulgarian National Observatory                         |
| (4584) Akan              | 1990 FA                | 16 de març del 1990     | M. Matsuyama, K. Watanabe                              |
| (4585) Ainonai           | 1990 KQ                | 16 de maig del 1990     | K. Endate, K. Watanabe                                 |
| (4586) Gunvor            | 6047 P-L               | 24 de setembre del 1960 | C. J. van Houten, I. van Houten-Groeneveld, T. Gehrels |
| (4587) Rees              | 3239 T-2               | 30 de setembre del 1973 | C. J. van Houten, I. van Houten-Groeneveld, T. Gehrels |
| (4588) Wislicenus        | 1931 EE                | 13 de març del 1931     | M. F. Wolf                                             |
| (4589) McDowell          | 1933 OB                | 24 de juliol del 1933   | K. Reinmuth                                            |
| (4590) Dimashchegolev    | 1968 OG1               | 25 de juliol del 1968   | G. A. Plyugin, Yu. A. Belyaev                          |
| (4591) Bryantsev         | 1975 VZ                | 1 de novembre del 1975  | T. M. Smirnova                                         |
| (4592) Alkissia          | 1979 SQ11              | 24 de setembre del 1979 | Nikolai Txernikh                                       |
| (4593) Reipurth          | 1980 FV1               | 16 de març del 1980     | C.-I. Lagerkvist                                       |
| (4594) Dashkova          | 1980 KR1               | 17 de maig del 1980     | L. I. Chernykh                                         |
| (4595) Prinz             | 1981 EZ2               | 2 de març del 1981      | S. J. Bus                                              |
| 4596 -                   | 1981 QB                | 28 d'agost del 1981     | C. T. Kowal                                            |
| (4597) Consolmagno       | 1983 UA1               | 30 d'octubre del 1983   | S. J. Bus                                              |
| (4598) Coradini          | 1985 PG1               | 15 d'agost del 1985     | E. Bowell                                              |
| (4599) Rowan             | 1985 RZ2               | 5 de setembre del 1985  | H. Debehogne                                           |
| (4600) Meadows           | 1985 RE4               | 10 de setembre del 1985 | H. Debehogne                                           |
| 4601-4700                |                        |                         |                                                        |
| (4601) Ludkewycz         | 1986 LB                | 3 de juny del 1986      | M. Rudnyk                                              |
| (4602) Heudier           | 1986 UD3               | 28 d'octubre del 1986   | CERGA                                                  |
| (4603) Bertaud           | 1986 WM3               | 25 de novembre del 1986 | CERGA                                                  |
| 4604 -                   | 1987 SK                | 18 de setembre del 1987 | K. Suzuki, T. Urata                                    |
| (4605) Nikitin           | 1987 SV17              | 18 de setembre del 1987 | L. I. Chernykh                                         |
| (4606) Saheki            | 1987 UM1               | 27 d'octubre del 1987   | T. Seki                                                |
| (4607) Seilandfarm       | 1987 WR                | 25 de novembre del 1987 | K. Endate, K. Watanabe                                 |
| (4608) Wodehouse         | 1988 BW3               | 19 de gener del 1988    | H. Debehogne                                           |
| (4609) Pizarro           | 1988 CT3               | 13 de febrer del 1988   | E. W. Elst                                             |
| (4610) Kájov             | 1989 FO                | 26 de març del 1989     | A. Mrkos                                               |
| (4611) Vulkaneifel       | 1989 GR6               | 5 d'abril del 1989      | M. Geffert                                             |
| (4612) Greenstein        | 1989 JG                | 2 de maig del 1989      | E. F. Helin                                            |
| (4613) Mamoru            | 1990 OM                | 22 de juliol del 1990   | K. Watanabe                                            |
| (4614) Masamura          | 1990 QN                | 21 d'agost del 1990     | Y. Mizuno, T. Furuta                                   |
| (4615) Zinner            | A923 RH                | 13 de setembre del 1923 | K. Reinmuth                                            |
| (4616) Batalov           | 1975 BF                | 17 de gener del 1975    | L. I. Chernykh                                         |
| (4617) Zadunaisky        | 1976 DK                | 22 de febrer del 1976   | Felix Aguilar Observatory                              |
| (4618) Shakhovskoj       | 1977 RJ3               | 12 de setembre del 1977 | Nikolai Txernikh                                       |
| (4619) Polyakhova        | 1977 RB7               | 11 de setembre del 1977 | N. S. Chernykh                                         |
| (4620) Bickley           | 1978 OK                | 28 de juliol del 1978   | Perth Observatory                                      |
| (4621) Tambov            | 1979 QE10              | 27 d'agost del 1979     | Nikolai Txernikh                                       |
| (4622) Solovjova         | 1979 WE2               | 16 de novembre del 1979 | L. I. Chernykh                                         |
| (4623) Obraztsova        | 1981 UT15              | 24 d'octubre del 1981   | L. I. Chernykh                                         |
| (4624) Stefani           | 1982 FV2               | 23 de març del 1982     | C. S. Shoemaker                                        |
| (4625) Shchedrin         | 1982 UG6               | 20 d'octubre del 1982   | L. G. Karachkina                                       |
| (4626) Plisetskaya       | 1984 YU1               | 23 de desembre del 1984 | L. G. Karachkina                                       |
| 4627 -                   | 1985 RT2               | 5 de setembre del 1985  | H. Debehogne                                           |
| (4628) Laplace           | 1986 RU4               | 7 de setembre del 1986  | E. W. Elst                                             |
| (4629) Walford           | 1986 TD7               | 7 d'octubre del 1986    | E. F. Helin                                            |
| (4630) Chaonis           | 1987 WA                | 18 de novembre del 1987 | J. M. Baur                                             |
| (4631) Yabu              | 1987 WE1               | 22 de novembre del 1987 | S. Ueda, H. Kaneda                                     |
| 4632 -                   | 1987 YB                | 17 de desembre del 1987 | T. Kojima                                              |
| 4633 -                   | 1988 AJ5               | 14 de gener del 1988    | H. Debehogne                                           |
| (4634) Shibuya           | 1988 BA                | 16 de gener del 1988    | M. Inoue, O. Muramatsu                                 |
| (4635) Rimbaud           | 1988 BJ1               | 21 de gener del 1988    | E. W. Elst                                             |
| (4636) Chile             | 1988 CJ5               | 13 de febrer del 1988   | E. W. Elst                                             |
| (4637) Odorico           | 1989 CT                | 8 de febrer del 1989    | J. M. Baur                                             |
| (4638) Estens            | 1989 EG                | 2 de març del 1989      | R. H. McNaught                                         |
| (4639) Minox             | 1989 EK2               | 5 de març del 1989      | T. Seki                                                |
| (4640) Hara              | 1989 GA                | 1 d'abril del 1989      | Y. Kushida, O. Muramatsu                               |
| 4641 -                   | 1990 QT3               | 30 d'agost del 1990     | K. Endate, K. Watanabe                                 |
| (4642) Murchie           | 1990 QG4               | 23 d'agost del 1990     | H. E. Holt                                             |
| (4643) Cisneros          | 1990 QD6               | 23 d'agost del 1990     | H. E. Holt                                             |
| (4644) Oumu              | 1990 SR3               | 16 de setembre del 1990 | A. Takahashi, K. Watanabe                              |
| (4645) Tentaikojo        | 1990 SP4               | 16 de setembre del 1990 | T. Fujii, K. Watanabe                                  |
| (4646) Kwee              | 4009 P-L               | 24 de setembre del 1960 | C. J. van Houten, I. van Houten-Groeneveld, T. Gehrels |
| (4647) Syuji             | 1931 TU1               | 9 d'octubre del 1931    | K. Reinmuth                                            |
| (4648) Tirion            | 1931 UE                | 18 d'octubre del 1931   | K. Reinmuth                                            |
| (4649) Sumoto            | 1936 YD                | 20 de desembre del 1936 | M. Laugier                                             |
| (4650) Mori              | 1950 TF                | 5 d'octubre del 1950    | K. Reinmuth                                            |
| (4651) Wongkwancheng     | 1957 UK1               | 31 d'octubre del 1957   | Purple Mountain Observatory                            |
| (4652) Iannini           | 1975 QO                | 30 d'agost del 1975     | Felix Aguilar Observatory                              |
| (4653) Tommaso           | 1976 GJ2               | 1 d'abril del 1976      | Nikolai Txernikh                                       |
| (4654) Gorʹkavyj         | 1977 RJ6               | 11 de setembre del 1977 | N. S. Chernykh                                         |
| (4655) Marjoriika        | 1978 RS                | 1 de setembre del 1978  | N. S. Chernykh                                         |
| 4656 -                   | 1978 VZ3               | 7 de novembre del 1978  | E. F. Helin, S. J. Bus                                 |
| (4657) Lopez             | 1979 SU9               | 22 de setembre del 1979 | Nikolai Txernikh                                       |
| (4658) Gavrilov          | 1979 SO11              | 24 de setembre del 1979 | N. S. Chernykh                                         |
| (4659) Roddenberry       | 1981 EP20              | 2 de març del 1981      | S. J. Bus                                              |
| (4660) Nereus            | 1982 DB                | 28 de febrer del 1982   | E. F. Helin                                            |
| (4661) Yebes             | 1982 WM                | 17 de novembre del 1982 | M. de Pascual                                          |
| 4662 -                   | 1984 HL                | 19 d'abril del 1984     | A. Mrkos                                               |
| 4663 -                   | 1984 SM1               | 27 de setembre del 1984 | A. Mrkos                                               |
| (4664) Hanner            | 1985 PJ                | 14 d'agost del 1985     | E. Bowell                                              |
| (4665) Muinonen          | 1985 TZ1               | 15 d'octubre del 1985   | E. Bowell                                              |
| (4666) Dietz             | 1986 JA1               | 4 de maig del 1986      | C. S. Shoemaker                                        |
| (4667) Robbiesh          | 1986 VC                | 4 de novembre del 1986  | R. H. McNaught                                         |
| 4668 -                   | 1987 DX5               | 21 de febrer del 1987   | H. Debehogne                                           |
| (4669) Høder             | 1987 UF1               | 27 d'octubre del 1987   | P. Jensen                                              |
| (4670) Yoshinogawa       | 1987 YJ                | 19 de desembre del 1987 | T. Seki                                                |
| (4671) Drtikol           | 1988 AK1               | 10 de gener del 1988    | A. Mrkos                                               |
| (4672) Takuboku          | 1988 HB                | 17 d'abril del 1988     | S. Ueda, H. Kaneda                                     |
| (4673) Bortle            | 1988 LF                | 8 de juny del 1988      | C. S. Shoemaker                                        |
| (4674) Pauling           | 1989 JC                | 2 de maig del 1989      | E. F. Helin                                            |
| (4675) Ohboke            | 1990 SD                | 19 de setembre del 1990 | T. Seki                                                |
| (4676) Uedaseiji         | 1990 SD4               | 16 de setembre del 1990 | T. Fujii, K. Watanabe                                  |
| (4677) Hiroshi           | 1990 SQ4               | 26 de setembre del 1990 | A. Takahashi, K. Watanabe                              |
| (4678) Ninian            | 1990 SS4               | 24 de setembre del 1990 | R. H. McNaught                                         |
| (4679) Sybil             | 1990 TR4               | 9 d'octubre del 1990    | R. H. McNaught                                         |
| (4680) Lohrmann          | 1937 QC                | 31 d'agost del 1937     | H.-U. Sandig                                           |
| (4681) Ermak             | 1969 TC2               | 8 d'octubre del 1969    | L. I. Chernykh                                         |
| (4682) Bykov             | 1973 SO4               | 27 de setembre del 1973 | L. I. Chernykh                                         |
| (4683) Veratar           | 1976 GJ1               | 1 d'abril del 1976      | Nikolai Txernikh                                       |
| (4684) Bendjoya          | 1978 GJ                | 10 d'abril del 1978     | H. Debehogne                                           |
| (4685) Karetnikov        | 1978 SP6               | 27 de setembre del 1978 | Nikolai Txernikh                                       |
| (4686) Maisica           | 1979 SX2               | 22 de setembre del 1979 | N. S. Chernykh                                         |
| (4687) Brunsandrej       | 1979 SJ11              | 24 de setembre del 1979 | N. S. Chernykh                                         |
| 4688 -                   | 1980 WF                | 29 de novembre del 1980 | C. T. Kowal                                            |
| (4689) Donn              | 1980 YB                | 30 de desembre del 1980 | E. Bowell                                              |
| (4690) Strasbourg        | 1983 AJ                | 9 de gener del 1983     | B. A. Skiff                                            |
| (4691) Toyen             | 1983 TU                | 7 d'octubre del 1983    | A. Mrkos                                               |
| (4692) SIMBAD            | 1983 VM7               | 4 de novembre del 1983  | B. A. Skiff                                            |
| (4693) Drummond          | 1983 WH                | 28 de novembre del 1983 | E. Bowell                                              |
| (4694) Festou            | 1985 PM                | 14 d'agost del 1985     | E. Bowell                                              |
| 4695 -                   | 1985 RU3               | 7 de setembre del 1985  | H. Debehogne                                           |
| (4696) Arpigny           | 1985 TP                | 15 d'octubre del 1985   | E. Bowell                                              |
| 4697 -                   | 1986 QO                | 26 d'agost del 1986     | H. Debehogne                                           |
| (4698) Jizera            | 1986 RO1               | 4 de setembre del 1986  | A. Mrkos                                               |
| (4699) Sootan            | 1986 VE                | 4 de novembre del 1986  | R. H. McNaught                                         |
| (4700) Carusi            | 1986 VV6               | 6 de novembre del 1986  | E. Bowell                                              |
| 4701-4800                |                        |                         |                                                        |
| (4701) Milani            | 1986 VW6               | 6 de novembre del 1986  | E. Bowell                                              |
| (4702) Berounka          | 1987 HW                | 23 d'abril del 1987     | A. Mrkos                                               |
| (4703) Kagoshima         | 1988 BL                | 16 de gener del 1988    | M. Mukai, M. Takeishi                                  |
| (4704) Sheena            | 1988 BE5               | 28 de gener del 1988    | R. H. McNaught                                         |
| (4705) Secchi            | 1988 CK                | 13 de febrer del 1988   | Osservatorio San Vittore                               |
| (4706) Dennisreuter      | 1988 DR                | 16 de febrer del 1988   | R. Rajamohan                                           |
| (4707) Khryses           | 1988 PY                | 13 d'agost del 1988     | C. S. Shoemaker                                        |
| (4708) Polydoros         | 1988 RT                | 11 de setembre del 1988 | C. S. Shoemaker                                        |
| (4709) Ennomos           | 1988 TU2               | 12 d'octubre del 1988   | C. S. Shoemaker                                        |
| (4710) Wade              | 1989 AX2               | 4 de gener del 1989     | R. H. McNaught                                         |
| (4711) Kathy             | 1989 KD                | 31 de maig del 1989     | H. E. Holt                                             |
| (4712) Iwaizumi          | 1989 QE                | 25 d'agost del 1989     | K. Endate, K. Watanabe                                 |
| (4713) Steel             | 1989 QL                | 26 d'agost del 1989     | R. H. McNaught                                         |
| (4714) Toyohiro          | 1989 SH                | 29 de setembre del 1989 | T. Fujii, K. Watanabe                                  |
| 4715 -                   | 1989 TS1               | 9 d'octubre del 1989    | Y. Oshima                                              |
| (4716) Urey              | 1989 UL5               | 30 d'octubre del 1989   | S. J. Bus                                              |
| (4717) Kaneko            | 1989 WX                | 20 de novembre del 1989 | Y. Mizuno, T. Furuta                                   |
| (4718) Araki             | 1990 VP3               | 13 de novembre del 1990 | T. Fujii, K. Watanabe                                  |
| (4719) Burnaby           | 1990 WT2               | 21 de novembre del 1990 | S. Ueda, H. Kaneda                                     |
| (4720) Tottori           | 1990 YG                | 19 de desembre del 1990 | S. Ueda, H. Kaneda                                     |
| (4721) Atahualpa         | 4239 T-2               | 29 de setembre del 1973 | C. J. van Houten, I. van Houten-Groeneveld, T. Gehrels |
| (4722) Agelaos           | 4271 T-3               | 16 d'octubre del 1977   | C. J. van Houten, I. van Houten-Groeneveld, T. Gehrels |
| (4723) Wolfgangmattig    | 1937 TB                | 11 d'octubre del 1937   | K. Reinmuth                                            |
| (4724) Brocken           | 1961 BC                | 18 de gener del 1961    | C. Hoffmeister, J. Schubart                            |
| (4725) Milone            | 1975 YE                | 31 de desembre del 1975 | Felix Aguilar Observatory                              |
| (4726) Federer           | 1976 SV10              | 25 de setembre del 1976 | Harvard Observatory                                    |
| (4727) Ravel             | 1979 UD1               | 24 d'octubre del 1979   | F. Börngen                                             |
| (4728) Lyapidevskij      | 1979 VG                | 11 de novembre del 1979 | Nikolai Txernikh                                       |
| (4729) Mikhailmilʹ       | 1980 RO2               | 8 de setembre del 1980  | L. V. Zhuravleva                                       |
| (4730) Xingmingzhou      | 1980 XZ                | 7 de desembre del 1980  | Purple Mountain Observatory                            |
| (4731) Monicagrady       | 1981 EE9               | 1 de març del 1981      | S. J. Bus                                              |
| (4732) Froeschlé         | 1981 JG                | 3 de maig del 1981      | E. Bowell                                              |
| (4733) ORO               | 1982 HB2               | 19 d'abril del 1982     | Oak Ridge Observatory                                  |
| (4734) Rameau            | 1982 UQ3               | 19 d'octubre del 1982   | F. Börngen                                             |
| (4735) Gary              | 1983 AN                | 9 de gener del 1983     | E. Bowell                                              |
| (4736) Johnwood          | 1983 AF2               | 13 de gener del 1983    | C. S. Shoemaker                                        |
| (4737) Kiladze           | 1985 QO6               | 24 d'agost del 1985     | Nikolai Txernikh                                       |
| 4738 -                   | 1985 RZ4               | 15 de setembre del 1985 | D. B. Goldstein                                        |
| (4739) Tomahrens         | 1985 TH1               | 15 d'octubre del 1985   | E. Bowell                                              |
| (4740) Veniamina         | 1985 UV4               | 22 d'octubre del 1985   | L. V. Zhuravleva                                       |
| (4741) Leskov            | 1985 VP3               | 10 de novembre del 1985 | L. G. Karachkina                                       |
| (4742) Caliumi           | 1986 WG                | 26 de novembre del 1986 | Osservatorio San Vittore                               |
| (4743) Kikuchi           | 1988 DA                | 16 de febrer del 1988   | T. Fujii, K. Watanabe                                  |
| 4744 -                   | 1988 RF5               | 2 de setembre del 1988  | H. Debehogne                                           |
| (4745) Nancymarie        | 1989 NG1               | 9 de juliol del 1989    | H. E. Holt                                             |
| (4746) Doi               | 1989 TP1               | 9 d'octubre del 1989    | A. Takahashi, K. Watanabe                              |
| (4747) Jujo              | 1989 WB                | 19 de novembre del 1989 | S. Ueda, H. Kaneda                                     |
| (4748) Tokiwagozen       | 1989 WV                | 20 de novembre del 1989 | K. Suzuki, T. Urata                                    |
| 4749 -                   | 1989 WE1               | 22 de novembre del 1989 | N. Kawasato                                            |
| (4750) Mukai             | 1990 XC1               | 15 de desembre del 1990 | T. Fujii, K. Watanabe                                  |
| (4751) Alicemanning      | 1991 BG                | 17 de gener del 1991    | B. G. W. Manning                                       |
| (4752) Myron             | 1309 T-2               | 29 de setembre del 1973 | C. J. van Houten, I. van Houten-Groeneveld, T. Gehrels |
| (4753) Phidias           | 4059 T-3               | 16 d'octubre del 1977   | C. J. van Houten, I. van Houten-Groeneveld, T. Gehrels |
| (4754) Panthoos          | 5010 T-3               | 16 d'octubre del 1977   | C. J. van Houten, I. van Houten-Groeneveld, T. Gehrels |
| (4755) Nicky             | 1931 TE4               | 6 d'octubre del 1931    | C. W. Tombaugh                                         |
| (4756) Asaramas          | 1950 HJ                | 21 d'abril del 1950     | La Plata Observatory                                   |
| (4757) Liselotte         | 1973 ST                | 19 de setembre del 1973 | C. J. van Houten, I. van Houten-Groeneveld, T. Gehrels |
| (4758) Hermitage         | 1978 SN4               | 27 de setembre del 1978 | L. I. Chernykh                                         |
| 4759 -                   | 1978 VG10              | 7 de novembre del 1978  | E. F. Helin, S. J. Bus                                 |
| (4760) Jia-xiang         | 1981 GN1               | 1 d'abril del 1981      | Harvard Observatory                                    |
| (4761) Urrutia           | 1981 QC                | 27 d'agost del 1981     | H.-E. Schuster                                         |
| (4762) Dobrynya          | 1982 SC6               | 16 de setembre del 1982 | L. I. Chernykh                                         |
| (4763) Ride              | 1983 BM                | 22 de gener del 1983    | E. Bowell                                              |
| (4764) Joneberhart       | 1983 CC                | 11 de febrer del 1983   | E. Bowell                                              |
| (4765) Wasserburg        | 1986 JN1               | 5 de maig del 1986      | C. S. Shoemaker                                        |
| (4766) Malin             | 1987 FF1               | 28 de març del 1987     | E. F. Helin                                            |
| (4767) Sutoku            | 1987 GC                | 4 d'abril del 1987      | T. Niijima, T. Urata                                   |
| (4768) Hartley           | 1988 PH1               | 11 d'agost del 1988     | A. J. Noymer                                           |
| (4769) Castalia          | 1989 PB                | 9 d'agost del 1989      | E. F. Helin                                            |
| (4770) Lane              | 1989 PC                | 9 d'agost del 1989      | E. F. Helin                                            |
| (4771) Hayashi           | 1989 RM2               | 7 de setembre del 1989  | M. Yanai, K. Watanabe                                  |
| 4772 -                   | 1989 VM                | 2 de novembre del 1989  | T. Hioki, N. Kawasato                                  |
| (4773) Hayakawa          | 1989 WF                | 17 de novembre del 1989 | K. Endate, K. Watanabe                                 |
| (4774) Hobetsu           | 1991 CV1               | 14 de febrer del 1991   | S. Ueda, H. Kaneda                                     |
| (4775) Hansen            | 1927 TC                | 3 d'octubre del 1927    | M. F. Wolf                                             |
| (4776) Luyi              | 1975 VD                | 3 de novembre del 1975  | Harvard Observatory                                    |
| (4777) Aksenov           | 1976 SM2               | 24 de setembre del 1976 | Nikolai Txernikh                                       |
| (4778) Fuss              | 1978 TV8               | 9 d'octubre del 1978    | L. V. Zhuravleva                                       |
| (4779) Whitley           | 1978 XQ                | 6 de desembre del 1978  | E. Bowell, A. Warnock                                  |
| (4780) Polina            | 1979 HE5               | 25 d'abril del 1979     | Nikolai Txernikh                                       |
| (4781) Sládkovič         | 1980 TP                | 3 d'octubre del 1980    | Z. Vávrová                                             |
| (4782) Gembloux          | 1980 TH3               | 14 d'octubre del 1980   | H. Debehogne, L. Houziaux                              |
| (4783) Wasson            | 1983 AH1               | 12 de gener del 1983    | C. S. Shoemaker                                        |
| 4784 -                   | 1984 DF1               | 28 de febrer del 1984   | H. Debehogne                                           |
| (4785) Petrov            | 1984 YH1               | 17 de desembre del 1984 | L. G. Karachkina                                       |
| (4786) Tatianina         | 1985 PE2               | 13 d'agost del 1985     | Nikolai Txernikh                                       |
| (4787) Shulʹzhenko       | 1986 RC7               | 6 de setembre del 1986  | L. V. Zhuravleva                                       |
| (4788) Simpson           | 1986 TL1               | 4 d'octubre del 1986    | E. Bowell                                              |
| (4789) Sprattia          | 1987 UU2               | 20 d'octubre del 1987   | D. D. Balam                                            |
| (4790) Petrpravec        | 1988 PP                | 9 d'agost del 1988      | E. F. Helin                                            |
| (4791) Iphidamas         | 1988 PB1               | 14 d'agost del 1988     | C. S. Shoemaker                                        |
| (4792) Lykaon            | 1988 RK1               | 10 de setembre del 1988 | C. S. Shoemaker                                        |
| 4793 -                   | 1988 RR4               | 1 de setembre del 1988  | H. Debehogne                                           |
| (4794) Bogard            | 1988 SO2               | 16 de setembre del 1988 | S. J. Bus                                              |
| (4795) Kihara            | 1989 CB1               | 7 de febrer del 1989    | A. Takahashi, K. Watanabe                              |
| (4796) Lewis             | 1989 LU                | 3 de juny del 1989      | E. F. Helin                                            |
| (4797) Ako               | 1989 SJ                | 30 de setembre del 1989 | T. Nomura, K. Kawanishi                                |
| (4798) Mercator          | 1989 SU1               | 26 de setembre del 1989 | E. W. Elst                                             |
| (4799) Hirasawa          | 1989 TC1               | 8 d'octubre del 1989    | Y. Mizuno, T. Furuta                                   |
| 4800 -                   | 1989 TG17              | 9 d'octubre del 1989    | H. Debehogne                                           |
| 4801-4900                |                        |                         |                                                        |
| (4801) Ohře              | 1989 UR4               | 22 d'octubre del 1989   | A. Mrkos                                               |
| (4802) Khatchaturian     | 1989 UA7               | 23 d'octubre del 1989   | F. Börngen                                             |
| (4803) Birkle            | 1989 XA                | 1 de desembre del 1989  | J. M. Baur                                             |
| (4804) Pasteur           | 1989 XC1               | 2 de desembre del 1989  | E. W. Elst                                             |
| (4805) Asteropaios       | 1990 VH7               | 13 de novembre del 1990 | C. S. Shoemaker                                        |
| (4806) Miho              | 1990 YJ                | 22 de desembre del 1990 | A. Natori, T. Urata                                    |
| (4807) Noboru            | 1991 AO                | 10 de gener del 1991    | T. Kobayashi                                           |
| (4808) Ballaero          | 1925 BA                | 21 de gener del 1925    | K. Reinmuth                                            |
| (4809) Robertball        | 1928 RB                | 5 de setembre del 1928  | M. F. Wolf                                             |
| (4810) Ruslanova         | 1972 GL                | 14 d'abril del 1972     | L. I. Chernykh                                         |
| (4811) Semashko          | 1973 SO3               | 25 de setembre del 1973 | L. V. Zhuravleva                                       |
| (4812) Hakuhou           | 1977 DL3               | 18 de febrer del 1977   | H. Kosai, K. Hurukawa                                  |
| (4813) Terebizh          | 1977 RR7               | 11 de setembre del 1977 | Nikolai Txernikh                                       |
| (4814) Casacci           | 1978 RW                | 1 de setembre del 1978  | N. S. Chernykh                                         |
| (4815) Anders            | 1981 EA28              | 2 de març del 1981      | S. J. Bus                                              |
| (4816) Connelly          | 1981 PK                | 3 d'agost del 1981      | E. Bowell                                              |
| 4817 -                   | 1984 DC1               | 27 de febrer del 1984   | H. Debehogne                                           |
| (4818) Elgar             | 1984 EM                | 1 de març del 1984      | E. Bowell                                              |
| (4819) Gifford           | 1985 KC                | 24 de maig del 1985     | A. C. Gilmore, P. M. Kilmartin                         |
| (4820) Fay               | 1985 RZ                | 15 de setembre del 1985 | C. S. Shoemaker                                        |
| (4821) Bianucci          | 1986 EE5               | 5 de març del 1986      | G. DeSanctis                                           |
| (4822) Karge             | 1986 TC1               | 4 d'octubre del 1986    | E. Bowell                                              |
| (4823) Libenice          | 1986 TO3               | 4 d'octubre del 1986    | A. Mrkos                                               |
| (4824) Stradonice        | 1986 WL1               | 25 de novembre del 1986 | A. Mrkos                                               |
| (4825) Ventura           | 1988 CS2               | 11 de febrer del 1988   | E. W. Elst                                             |
| (4826) Wilhelms          | 1988 JO                | 11 de maig del 1988     | C. S. Shoemaker                                        |
| (4827) Dares             | 1988 QE                | 17 d'agost del 1988     | C. S. Shoemaker                                        |
| (4828) Misenus           | 1988 RV                | 11 de setembre del 1988 | C. S. Shoemaker                                        |
| (4829) Sergestus         | 1988 RM1               | 10 de setembre del 1988 | C. S. Shoemaker                                        |
| 4830 -                   | 1988 RG4               | 1 de setembre del 1988  | H. Debehogne                                           |
| (4831) Baldwin           | 1988 RX11              | 14 de setembre del 1988 | S. J. Bus                                              |
| (4832) Palinurus         | 1988 TU1               | 12 d'octubre del 1988   | C. S. Shoemaker                                        |
| (4833) Meges             | 1989 AL2               | 8 de gener del 1989     | C. S. Shoemaker                                        |
| (4834) Thoas             | 1989 AM2               | 11 de gener del 1989    | C. S. Shoemaker                                        |
| 4835 -                   | 1989 BQ                | 29 de gener del 1989    | M. Iwamoto, T. Furuta                                  |
| (4836) Medon             | 1989 CK1               | 2 de febrer del 1989    | C. S. Shoemaker                                        |
| (4837) Bickerton         | 1989 ME                | 30 de juny del 1989     | A. C. Gilmore, P. M. Kilmartin                         |
| (4838) Billmclaughlin    | 1989 NJ                | 2 de juliol del 1989    | E. F. Helin                                            |
| (4839) Daisetsuzan       | 1989 QG                | 25 d'agost del 1989     | K. Endate, K. Watanabe                                 |
| (4840) Otaynang          | 1989 UY                | 23 d'octubre del 1989   | Y. Oshima                                              |
| (4841) Manjiro           | 1989 UO3               | 28 d'octubre del 1989   | T. Seki                                                |
| (4842) Atsushi           | 1989 WK                | 21 de novembre del 1989 | S. Ueda, H. Kaneda                                     |
| (4843) Mégantic          | 1990 DR4               | 28 de febrer del 1990   | H. Debehogne                                           |
| (4844) Matsuyama         | 1991 BA2               | 23 de gener del 1991    | S. Ueda, H. Kaneda                                     |
| (4845) Tsubetsu          | 1991 EC1               | 5 de març del 1991      | K. Endate, K. Watanabe                                 |
| (4846) Tuthmosis         | 6575 P-L               | 24 de setembre del 1960 | C. J. van Houten, I. van Houten-Groeneveld, T. Gehrels |
| (4847) Amenhotep         | 6787 P-L               | 24 de setembre del 1960 | C. J. van Houten, I. van Houten-Groeneveld, T. Gehrels |
| (4848) Tutenchamun       | 3233 T-2               | 30 de setembre del 1973 | C. J. van Houten, I. van Houten-Groeneveld, T. Gehrels |
| (4849) Ardenne           | 1936 QV                | 17 d'agost del 1936     | K. Reinmuth                                            |
| (4850) Palestrina        | 1973 UJ5               | 27 d'octubre del 1973   | F. Börngen                                             |
| (4851) Vodopʹyanova      | 1976 US1               | 26 d'octubre del 1976   | T. M. Smirnova                                         |
| (4852) Pamjones          | 1977 JD                | 15 de maig del 1977     | Nikolai Txernikh                                       |
| (4853) Marielukac        | 1979 ML                | 28 de juny del 1979     | C. Torres                                              |
| (4854) Edscott           | 1981 ED27              | 2 de març del 1981      | S. J. Bus                                              |
| (4855) Tenpyou           | 1982 VM5               | 14 de novembre del 1982 | H. Kosai, K. Hurukawa                                  |
| (4856) Seaborg           | 1983 LJ                | 11 de juny del 1983     | C. S. Shoemaker                                        |
| (4857) Altgamia          | 1984 FM                | 29 de març del 1984     | C. S. Shoemaker                                        |
| 4858 -                   | 1985 UA                | 23 d'octubre del 1985   | J. Gibson                                              |
| (4859) Fraknoi           | 1986 TJ2               | 7 d'octubre del 1986    | E. Bowell                                              |
| (4860) Gubbio            | 1987 EP                | 3 de març del 1987      | E. Bowell                                              |
| (4861) Nemirovskij       | 1987 QU10              | 27 d'agost del 1987     | L. G. Karachkina                                       |
| (4862) Loke              | 1987 SJ5               | 30 de setembre del 1987 | P. Jensen                                              |
| (4863) Yasutani          | 1987 VH1               | 13 de novembre del 1987 | S. Ueda, H. Kaneda                                     |
| (4864) Nimoy             | 1988 RA5               | 2 de setembre del 1988  | H. Debehogne                                           |
| (4865) Sor               | 1988 UJ                | 18 d'octubre del 1988   | T. Seki                                                |
| (4866) Badillo           | 1988 VB3               | 10 de novembre del 1988 | T. Kojima                                              |
| (4867) Polites           | 1989 SZ                | 27 de setembre del 1989 | C. S. Shoemaker                                        |
| (4868) Knushevia         | 1989 UN2               | 27 d'octubre del 1989   | E. F. Helin                                            |
| (4869) Piotrovsky        | 1989 UE8               | 26 d'octubre del 1989   | L. I. Chernykh                                         |
| (4870) Shcherbanʹ        | 1989 UK8               | 25 d'octubre del 1989   | L. V. Zhuravleva                                       |
| (4871) Riverside         | 1989 WH1               | 24 de novembre del 1989 | M. Koishikawa                                          |
| (4872) Grieg             | 1989 YH7               | 25 de desembre del 1989 | F. Börngen                                             |
| (4873) Fukaya            | 1990 EC                | 4 de març del 1990      | A. Sugie                                               |
| (4874) Burke             | 1991 AW                | 12 de gener del 1991    | E. F. Helin                                            |
| (4875) Ingalls           | 1991 DJ                | 19 de febrer del 1991   | Y. Kushida, R. Kushida                                 |
| (4876) Strabo            | 1133 T-2               | 29 de setembre del 1973 | C. J. van Houten, I. van Houten-Groeneveld, T. Gehrels |
| (4877) Humboldt          | 5066 T-2               | 25 de setembre del 1973 | C. J. van Houten, I. van Houten-Groeneveld, T. Gehrels |
| 4878 -                   | 1968 OF                | 18 de juliol del 1968   | C. Torres, S. Cofre                                    |
| (4879) Zykina            | 1974 VG                | 12 de novembre del 1974 | L. I. Chernykh                                         |
| (4880) Tovstonogov       | 1975 TR4               | 14 d'octubre del 1975   | L. I. Chernykh                                         |
| 4881 -                   | 1975 XJ                | 1 de desembre del 1975  | C. Torres                                              |
| (4882) Divari            | 1977 QU2               | 21 d'agost del 1977     | Nikolai Txernikh                                       |
| (4883) Korolirina        | 1978 RJ1               | 5 de setembre del 1978  | N. S. Chernykh                                         |
| (4884) Bragaria          | 1979 OK15              | 21 de juliol del 1979   | N. S. Chernykh                                         |
| (4885) Grange            | 1980 LU                | 10 de juny del 1980     | C. S. Shoemaker                                        |
| (4886) Kojima            | 1981 EZ14              | 1 de març del 1981      | S. J. Bus                                              |
| (4887) Takihiroi         | 1981 EV26              | 2 de març del 1981      | S. J. Bus                                              |
| (4888) Doreen            | 1981 JX1               | 5 de maig del 1981      | C. S. Shoemaker                                        |
| (4889) Praetorius        | 1982 UW3               | 19 d'octubre del 1982   | F. Börngen                                             |
| (4890) Shikanosima       | 1982 VE4               | 14 de novembre del 1982 | H. Kosai, K. Hurukawa                                  |
| (4891) Blaga             | 1984 GR                | 4 d'abril del 1984      | Bulgarian National Observatory                         |
| (4892) Chrispollas       | 1985 TV2               | 11 d'octubre del 1985   | CERGA                                                  |
| (4893) Seitter           | 1986 PT4               | 9 d'agost del 1986      | E. W. Elst, V. G. Ivanova                              |
| (4894) Ask               | 1986 RJ                | 8 de setembre del 1986  | P. Jensen                                              |
| (4895) Embla             | 1986 TK4               | 13 d'octubre del 1986   | P. Jensen                                              |
| (4896) Tomoegozen        | 1986 YA                | 20 de desembre del 1986 | T. Niijima, T. Urata                                   |
| 4897 -                   | 1987 QD6               | 22 d'agost del 1987     | E. F. Helin                                            |
| (4898) Nishiizumi        | 1988 FJ                | 19 de març del 1988     | C. S. Shoemaker                                        |
| (4899) Candace           | 1988 JU                | 9 de maig del 1988      | C. S. Shoemaker, E. M. Shoemaker                       |
| (4900) Maymelou          | 1988 ME                | 16 de juny del 1988     | E. F. Helin                                            |
| 4901-5000                |                        |                         |                                                        |
| 4901 -                   | 1988 VJ                | 3 de novembre del 1988  | M. Arai, H. Mori                                       |
| (4902) Thessandrus       | 1989 AN2               | 9 de gener del 1989     | C. S. Shoemaker                                        |
| (4903) Ichikawa          | 1989 UD                | 20 d'octubre del 1989   | Y. Mizuno, T. Furuta                                   |
| (4904) Makio             | 1989 WZ                | 21 de novembre del 1989 | Y. Mizuno, T. Furuta                                   |
| (4905) Hiromi            | 1991 JM1               | 15 de maig del 1991     | A. Takahashi, K. Watanabe                              |
| (4906) Seneferu          | 2533 P-L               | 24 de setembre del 1960 | C. J. van Houten, I. van Houten-Groeneveld, T. Gehrels |
| (4907) Zoser             | 7618 P-L               | 17 d'octubre del 1960   | C. J. van Houten, I. van Houten-Groeneveld, T. Gehrels |
| (4908) Ward              | 1933 SD                | 17 de setembre del 1933 | F. Rigaux                                              |
| (4909) Couteau           | 1949 SA1               | 28 de setembre del 1949 | M. Laugier                                             |
| (4910) Kawasato          | 1953 PR                | 11 d'agost del 1953     | K. Reinmuth                                            |
| (4911) Rosenzweig        | 1953 UD                | 16 d'octubre del 1953   | Universitat d'Indiana                                  |
| (4912) Emilhaury         | 1953 VX1               | 11 de novembre del 1953 | Universitat d'Indiana                                  |
| 4913 -                   | 1965 SO                | 20 de setembre del 1965 | Purple Mountain Observatory                            |
| (4914) Pardina           | 1969 GD                | 9 d'abril del 1969      | Felix Aguilar Observatory                              |
| (4915) Solzhenitsyn      | 1969 TJ2               | 8 d'octubre del 1969    | L. I. Chernykh                                         |
| 4916 Brumberg            | 1970 PS                | 10 d'agost del 1970     | Crimean Astrophysical Observatory                      |
| (4917) Yurilvovia        | 1973 SC6               | 28 de setembre del 1973 | Crimean Astrophysical Observatory                      |
| (4918) Rostropovich      | 1974 QU1               | 24 d'agost del 1974     | L. I. Chernykh                                         |
| (4919) Vishnevskaya      | 1974 SR1               | 19 de setembre del 1974 | L. I. Chernykh                                         |
| (4920) Gromov            | 1978 PY2               | 8 d'agost del 1978      | Nikolai Txernikh                                       |
| (4921) Volonté           | 1980 SJ                | 29 de setembre del 1980 | Z. Vávrová                                             |
| (4922) Leshin            | 1981 EH4               | 2 de març del 1981      | S. J. Bus                                              |
| (4923) Clarke            | 1981 EO27              | 2 de març del 1981      | S. J. Bus                                              |
| (4924) Hiltner           | 1981 EQ40              | 2 de març del 1981      | S. J. Bus                                              |
| 4925 -                   | 1981 XH2               | 3 de desembre del 1981  | Purple Mountain Observatory                            |
| (4926) Smoktunovskij     | 1982 ST6               | 16 de setembre del 1982 | L. I. Chernykh                                         |
| (4927) O'Connell         | 1982 UP2               | 21 d'octubre del 1982   | Z. Vávrová                                             |
| (4928) Vermeer           | 1982 UG7               | 21 d'octubre del 1982   | L. G. Karachkina                                       |
| (4929) Yamatai           | 1982 XV                | 13 de desembre del 1982 | H. Kosai, K. Hurukawa                                  |
| (4930) Rephiltim         | 1983 AO2               | 10 de gener del 1983    | S. L. Salyards                                         |
| (4931) Tomsk             | 1983 CN3               | 11 de febrer del 1983   | H. Debehogne, G. DeSanctis                             |
| (4932) Texstapa          | 1984 EA1               | 9 de març del 1984      | B. A. Skiff                                            |
| 4933 -                   | 1984 EN1               | 2 de març del 1984      | H. Debehogne                                           |
| (4934) Rhôneranger       | 1985 JJ                | 15 de maig del 1985     | E. Bowell                                              |
| (4935) Maslachkova       | 1985 PD2               | 13 d'agost del 1985     | Nikolai Txernikh                                       |
| (4936) Butakov           | 1985 UY4               | 22 d'octubre del 1985   | L. V. Zhuravleva                                       |
| 4937 -                   | 1986 CL1               | 1 de febrer del 1986    | H. Debehogne                                           |
| 4938 -                   | 1986 CQ1               | 5 de febrer del 1986    | H. Debehogne                                           |
| 4939 -                   | 1986 QL1               | 27 d'agost del 1986     | H. Debehogne                                           |
| (4940) Polenov           | 1986 QY4               | 18 d'agost del 1986     | L. G. Karachkina                                       |
| 4941 -                   | 1986 UA                | 25 d'octubre del 1986   | K. Suzuki, T. Urata                                    |
| 4942 -                   | 1987 DU6               | 24 de febrer del 1987   | H. Debehogne                                           |
| (4943) Lac d'Orient      | 1987 OQ                | 27 de juliol del 1987   | E. W. Elst                                             |
| (4944) Kozlovskij        | 1987 RP3               | 2 de setembre del 1987  | L. I. Chernykh                                         |
| (4945) Ikenozenni        | 1987 SJ                | 18 de setembre del 1987 | K. Suzuki, T. Urata                                    |
| (4946) Askalaphus        | 1988 BW1               | 21 de gener del 1988    | C. S. Shoemaker, E. M. Shoemaker                       |
| (4947) Ninkasi           | 1988 TJ1               | 12 d'octubre del 1988   | C. S. Shoemaker                                        |
| 4948 -                   | 1988 VF1               | 3 de novembre del 1988  | W. Kakei, M. Kizawa, T. Urata                          |
| 4949 -                   | 1988 WE                | 29 de novembre del 1988 | T. Kojima                                              |
| (4950) House             | 1988 XO1               | 7 de desembre del 1988  | E. F. Helin                                            |
| (4951) Iwamoto           | 1990 BM                | 21 de gener del 1990    | Y. Mizuno, T. Furuta                                   |
| (4952) Kibeshigemaro     | 1990 FC1               | 26 de març del 1990     | A. Sugie                                               |
| 4953 -                   | 1990 MU                | 23 de juny del 1990     | R. H. McNaught                                         |
| (4954) Eric              | 1990 SQ                | 23 de setembre del 1990 | B. Roman                                               |
| (4955) Gold              | 1990 SF2               | 17 de setembre del 1990 | H. E. Holt                                             |
| (4956) Noymer            | 1990 VG1               | 12 de novembre del 1990 | R. H. McNaught                                         |
| (4957) Brucemurray       | 1990 XJ                | 15 de desembre del 1990 | E. F. Helin                                            |
| (4958) Wellnitz          | 1991 NT1               | 13 de juliol del 1991   | H. E. Holt                                             |
| (4959) Niinoama          | 1991 PA1               | 15 d'agost del 1991     | A. Natori, T. Urata                                    |
| (4960) Mayo              | 4657 P-L               | 24 de setembre del 1960 | C. J. van Houten, I. van Houten-Groeneveld, T. Gehrels |
| (4961) Timherder         | 1958 TH1               | 8 d'octubre del 1958    | LONEOS                                                 |
| (4962) Vecherka          | 1973 TP                | 1 d'octubre del 1973    | T. M. Smirnova                                         |
| (4963) Kanroku           | 1977 DR1               | 18 de febrer del 1977   | H. Kosai, K. Hurukawa                                  |
| (4964) Kourovka          | 1979 OD15              | 21 de juliol del 1979   | Nikolai Txernikh                                       |
| (4965) Takeda            | 1981 EP28              | 6 de març del 1981      | S. J. Bus                                              |
| (4966) Edolsen           | 1981 EO34              | 2 de març del 1981      | S. J. Bus                                              |
| (4967) Glia              | 1983 CF1               | 11 de febrer del 1983   | N. G. Thomas                                           |
| (4968) Suzamur           | 1986 PQ                | 1 d'agost del 1986      | E. F. Helin                                            |
| (4969) Lawrence          | 1986 TU                | 4 d'octubre del 1986    | E. F. Helin                                            |
| (4970) Druyan            | 1988 VO2               | 12 de novembre del 1988 | E. F. Helin                                            |
| (4971) Hoshinohiroba     | 1989 BY                | 30 de gener del 1989    | T. Fujii, K. Watanabe                                  |
| (4972) Pachelbel         | 1989 UE7               | 23 d'octubre del 1989   | F. Börngen                                             |
| (4973) Showa             | 1990 FT                | 18 de març del 1990     | K. Endate, K. Watanabe                                 |
| (4974) Elford            | 1990 LA                | 14 de juny del 1990     | R. H. McNaught                                         |
| (4975) Dohmoto           | 1990 SZ1               | 16 de setembre del 1990 | T. Fujii, K. Watanabe                                  |
| (4976) Choukyongchol     | 1991 PM                | 9 d'agost del 1991      | K. Watanabe                                            |
| (4977) Rauthgundis       | 2018 P-L               | 24 de setembre del 1960 | C. J. van Houten, I. van Houten-Groeneveld, T. Gehrels |
| (4978) Seitz             | 4069 T-2               | 29 de setembre del 1973 | C. J. van Houten, I. van Houten-Groeneveld, T. Gehrels |
| (4979) Otawara           | 1949 PQ                | 2 d'agost del 1949      | K. Reinmuth                                            |
| (4980) Magomaev          | 1974 SP1               | 19 de setembre del 1974 | L. I. Chernykh                                         |
| (4981) Sinyavskaya       | 1974 VS                | 12 de novembre del 1974 | L. I. Chernykh                                         |
| (4982) Bartini           | 1977 PE1               | 14 d'agost del 1977     | Nikolai Txernikh                                       |
| (4983) Schroeteria       | 1977 RD7               | 11 de setembre del 1977 | N. S. Chernykh                                         |
| 4984 -                   | 1978 VU10              | 7 de novembre del 1978  | E. F. Helin, S. J. Bus                                 |
| (4985) Fitzsimmons       | 1979 QK4               | 23 d'agost del 1979     | C.-I. Lagerkvist                                       |
| (4986) Osipovia          | 1979 SL7               | 23 de setembre del 1979 | Nikolai Txernikh                                       |
| (4987) Flamsteed         | 1980 FH12              | 20 de març del 1980     | Perth Observatory                                      |
| (4988) Chushuho          | 1980 VU1               | 6 de novembre del 1980  | Purple Mountain Observatory                            |
| (4989) Joegoldstein      | 1981 DX1               | 28 de febrer del 1981   | S. J. Bus                                              |
| (4990) Trombka           | 1981 ET26              | 2 de març del 1981      | S. J. Bus                                              |
| (4991) Hansuess          | 1981 EU29              | 1 de març del 1981      | S. J. Bus                                              |
| (4992) Kálmán            | 1982 UX10              | 25 d'octubre del 1982   | L. V. Zhuravleva                                       |
| (4993) Cossard           | 1983 GR                | 11 d'abril del 1983     | H. Debehogne, G. DeSanctis                             |
| (4994) Kisala            | 1983 RK3               | 1 de setembre del 1983  | H. Debehogne                                           |
| 4995 -                   | 1984 QR                | 28 d'agost del 1984     | S. R. Swanson                                          |
| (4996) Veisberg          | 1986 PX5               | 11 d'agost del 1986     | L. G. Karachkina                                       |
| (4997) Ksana             | 1986 TM                | 6 d'octubre del 1986    | L. G. Karachkina                                       |
| (4998) Kabashima         | 1986 VG                | 5 de novembre del 1986  | K. Suzuki, T. Urata                                    |
| (4999) MPC               | 1987 CJ                | 2 de febrer del 1987    | E. W. Elst                                             |
| (5000) IAU               | 1987 QN7               | 23 d'agost del 1987     | E. F. Helin                                            |